# St. Anna (Augsburg)

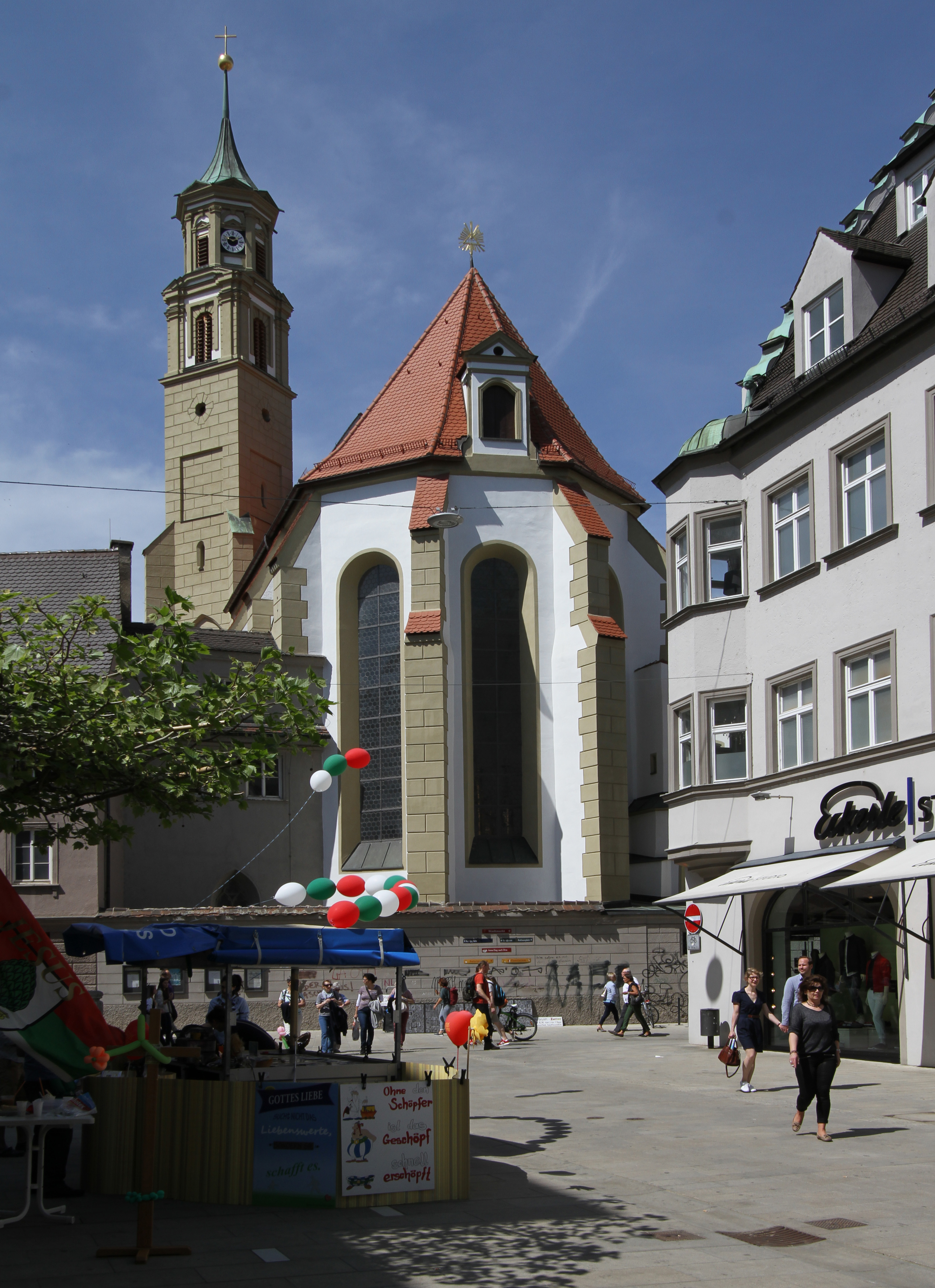
St. Anna vom Martin-Luther-Platz aus

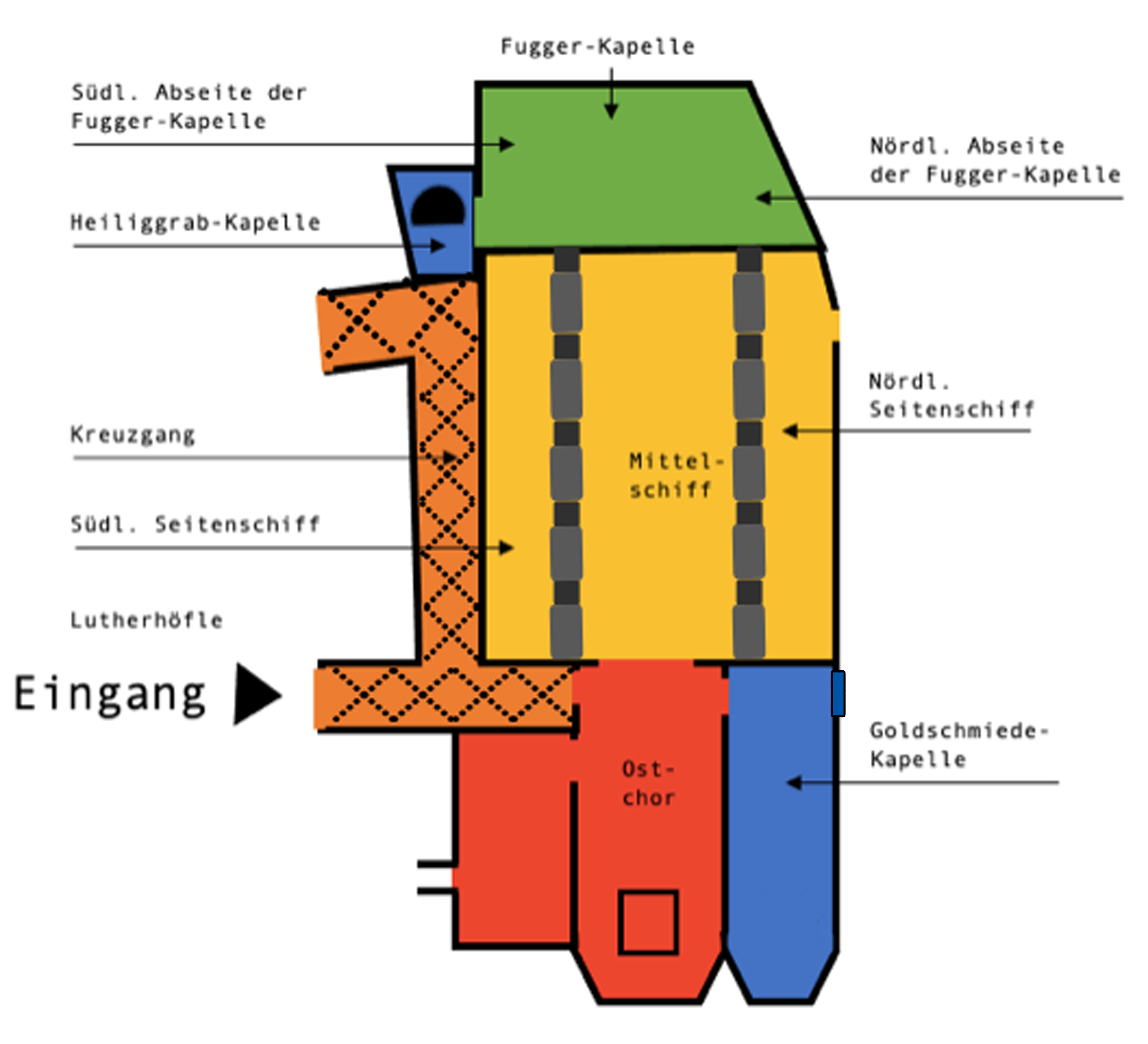
Grundriss der Kirche St. Anna

Die evangelisch-lutherische Pfarrkirche St. Anna in Augsburg, umgangssprachlich auch als Annakirche bezeichnet, ist ein historisches Kirchengebäude, das von Karmeliten im Jahr 1321 erbaut wurde. St. Anna vereinigt Baustile von der Gotik bis zum Klassizismus. 
Der Westchor der Kirche entspricht der Anfang des 16. Jahrhunderts angebauten Fuggerkapelle, eines der frühesten Renaissancebauwerke nördlich der Alpen, in der sich auch die Hauptorgel für St. Anna befindet. Die Fuggerkapelle blieb, auch nach dem das Gotteshaus 1548 protestantisch wurde, katholisch. Ein zunächst geplantes Gitter zur Trennung der zwei Gebäude wurde nie verwirklicht.

## Lage
Die Kirche befindet sich an der heutigen Annastraße. Die nach der Kirche benannte Straße (früher Annagasse) ist seit 1971 eine Fußgängerzone im Augsburger Zentrum und eine Haupteinkaufsstraße. Gegenüber der Kirche liegt der Martin-Luther-Platz, der bis 1933 Annaplatz hieß.

## Geschichte

### Frühgeschichte und Reformation

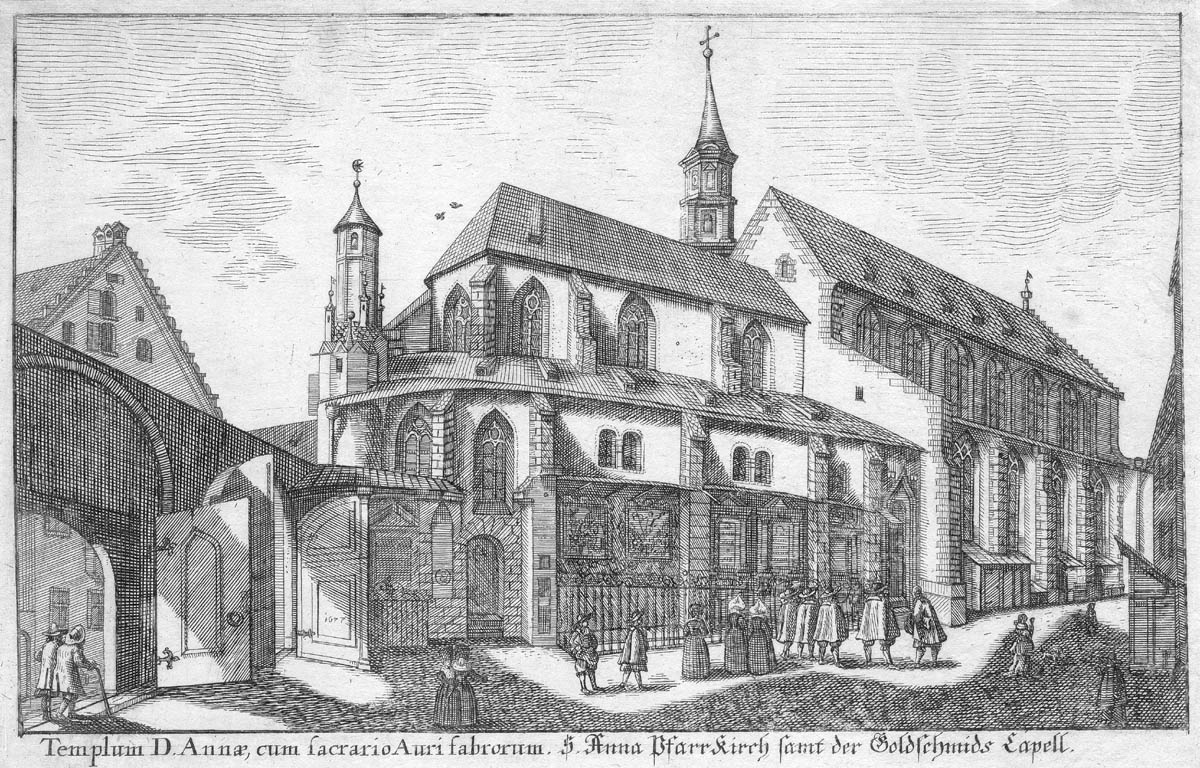
St. Anna und Goldschmiedekapelle auf einem Stich von Simon Grimm

Etwas abseits vom Augsburger Dom und der Basilika St. Ulrich und Afra, den beiden bedeutendsten Kirchenbauten der Stadt, errichteten im 14. Jahrhundert Ordensbrüder mit finanzieller Unterstützung Bischof Friedrichs I. und einer Bürgschaft der Langenmantel das Karmelitenkloster Augsburg mit der Klosterkirche. Im 15. Jahrhundert wurde die Kirche durch den Anbau einer Kapelle mit Wandmalereien erweitert. Durch einen Brand wurde 1460 das Kloster zerstört und zwischen 1461 und 1464 neu erbaut. Im 16. Jahrhundert wurde die Kirche nochmals umgestaltet. Die Familie Fugger ließ sich 1518 eine Grabkapelle im Stil der Renaissance in St. Anna errichten. Sie gilt als erster Bau dieser Art im heutigen Bayern.
Die größte geschichtliche Bedeutung erlangte das Karmelitenkloster Augsburg, zu dem die Kirche St. Anna gehörte, als im Jahr 1518 Martin Luther dort nächtigte und sich vor Kardinal Thomas Cajetan weigerte, seine Thesen zu widerrufen. Nach dem Reichstag zu Augsburg musste Martin Luther vom 7. bis zum 20. Oktober 1518 in den Fuggerhäusern dem römischen Kardinal Cajetan zu seinen Thesen Rede und Antwort stehen. Augsburg galt damals als Hochburg der Katholiken. Der Papst verlangte von Luther über Cajetan den Widerruf seiner 95 Thesen. Luther übernachtete und wohnte während der Verhandlungszeit im Karmelitenkloster. Als er den Widerruf verweigert hatte, floh Luther bei Nacht unter Mithilfe des Karmeliters und Bürgermeistersohnes Christoph Langenmantel vom Sparren aus Augsburg, um nicht von kaiserlichen Soldaten festgenommen zu werden.
Johannes Frosch, der Prior des Konvents, schloss sich der Reformation an, trat 1523 von seinem Amt zurück und heiratete 1525. Zu Weihnachten 1525 wurde in der Annakirche die erste protestantische Liturgie gefeiert und das Abendmahl unter beiderlei Gestalt ausgeteilt. Mit der Einführung einer evangelischen Gottesdienstordnung unter dem Schutz des Stadtrats war die Reformation in Augsburg eingeführt. So wurde St. Anna als eine der ersten Kirchen in Augsburg evangelisch.
1531 wurde in den Räumen des aufgelassenen Klosters das protestantische Gymnasium bei St. Anna gegründet. Das Karmelitenkloster selbst wurde 1534 aufgegeben. Der Kreuzgang des Klosters wurde in der Folgezeit zu einer beliebten Grablege für Augsburger Patrizier. In den Jahren 1562/1563 wurde am Annahof ein Gebäude für die Stadtbibliothek Augsburg erbaut.

### Barockisierung und Gegenwart

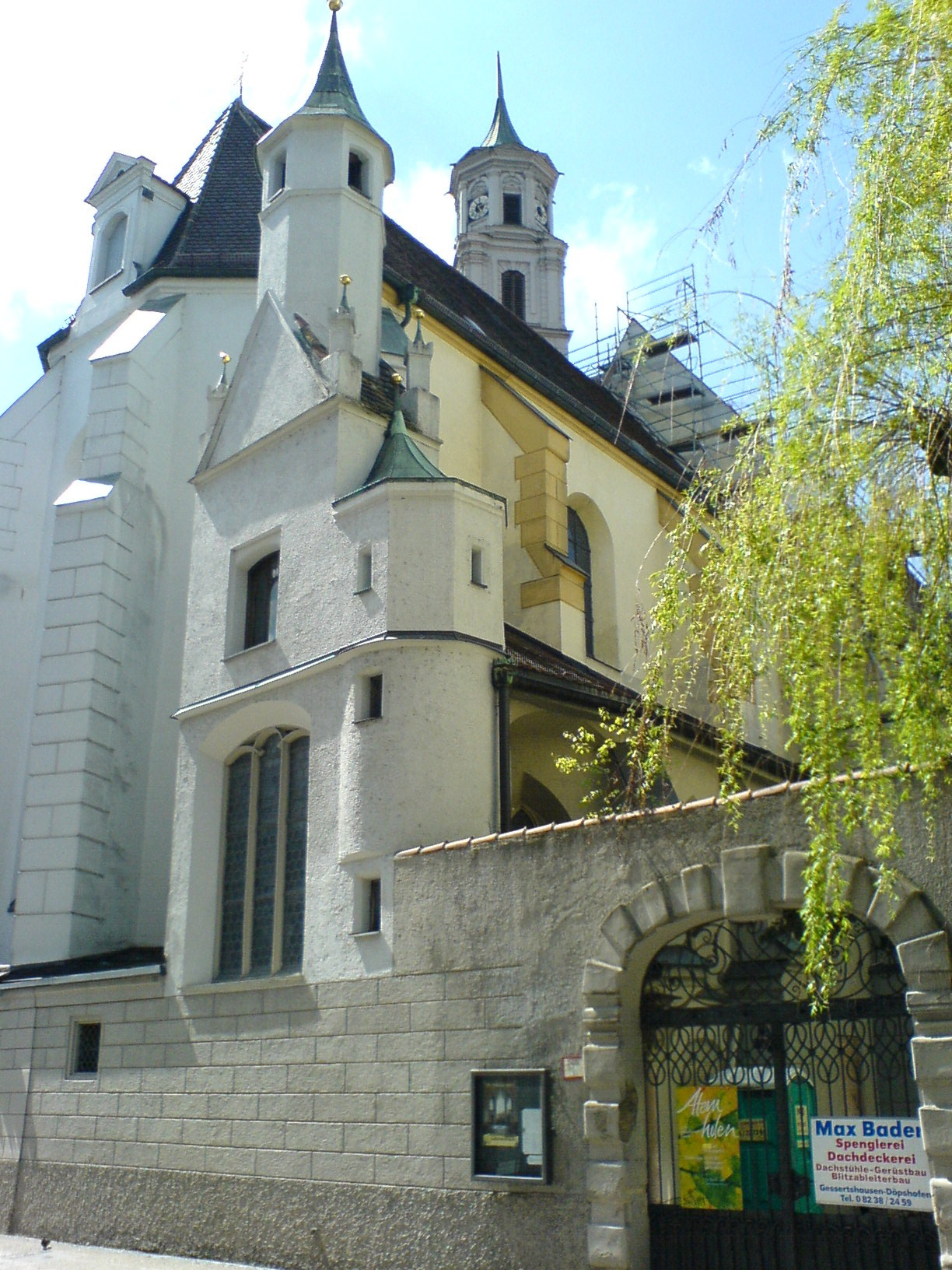
St. Anna und Goldschmiedekapelle

Im Jahr 1602 erhöhte der Augsburger Stadtbaumeister Elias Holl den vorhandenen Kirchturm von St. Anna und gestaltete ihn neu; wenige Jahre später, 1613, errichtete er ein eigenes Gebäude für das Gymnasium bei St. Anna. In den Jahren 1747/48 erfolgte eine Umgestaltung der bis dahin gotischen Mittel- und Seitenschiffe im Barockstil. Die Pläne stammten von Johann Andreas Scheidemann und die Stuckarbeiten von Franz Xaver Feichtmayr und Johann Michael Feichtmayr dem Jüngeren. Die Deckengemälde schuf Johann Georg Bergmüller.
Im Zweiten Weltkrieg erlitt die Kirche schwere Schäden. Nach der Kapitulation Augsburgs feierte die US-Armee mehrere Sieges- und Dankgottesdienste in der Kirche St. Anna. Am 10. Juni 1945 wurden die Rückführung des sogenannten Fuggeraltares und die nötigen Steinmetzarbeiten abgeschlossen.
Die Instandsetzungsarbeiten zogen sich bis in die 1970er Jahre hin. 1983 wurde in Nebenräumen der Kirche St. Anna das Museum Lutherstiege eröffnet, welches sich den Ereignissen widmet, die zur Reformation und damit zur Spaltung der abendländischen Kirche geführt haben.
Als durch die 2000-Jahr-Feier der Stadt Augsburg der Tourismus in den 1980er Jahren einen starken Aufschwung nahm, gelangten etliche weniger besuchte Sehenswürdigkeiten, darunter auch die Kirche St. Anna, zu größerer Aufmerksamkeit. Auch wegen Luthers Übernachtungen ist dieses Gotteshaus nach dem Dom und St. Ulrich wohl die am meisten besuchte Kirche Augsburgs. Vielleicht weil sie nicht so groß und mächtig wirkt wie die bekannteren Kirchenbauten, ist sie bei Augsburgern und Touristen sehr beliebt.
Am 31. Oktober 1999 unterzeichneten in der Kirche St. Anna Vertreter der katholischen und der evangelisch-lutherischen Kirchen die Gemeinsame Erklärung zur Rechtfertigungslehre. Dies gilt als eines der wichtigsten Ereignisse für die Ökumenische Bewegung. Nach einer längeren Schließungszeit wurde die Lutherstiege im Jahr 2012 wieder eröffnet. Eine umfassende Sanierung wurde 2016/17 abgeschlossen.

## Beschreibung

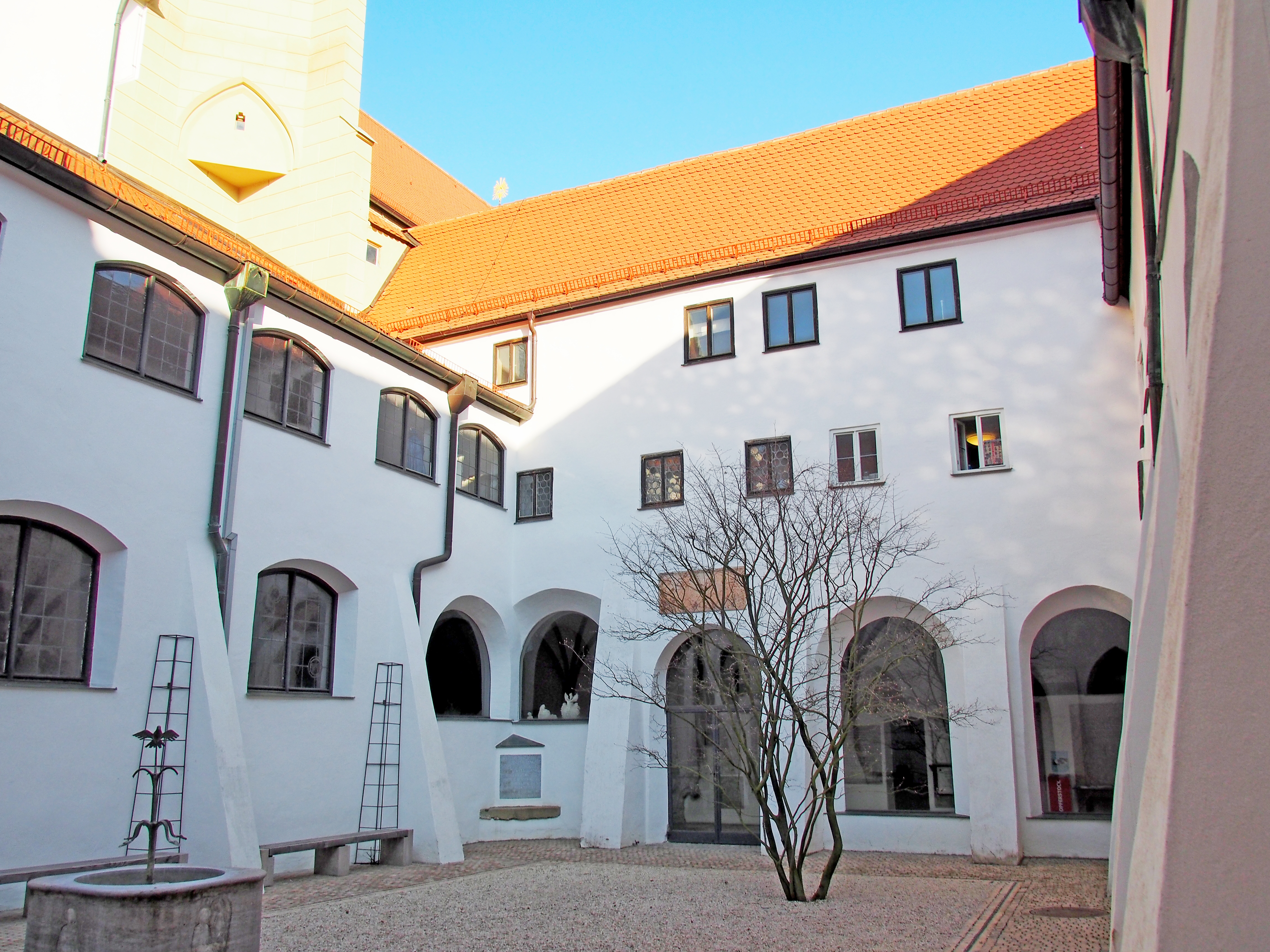
Der Kloster-Innenhof, das „Lutherhöfle“

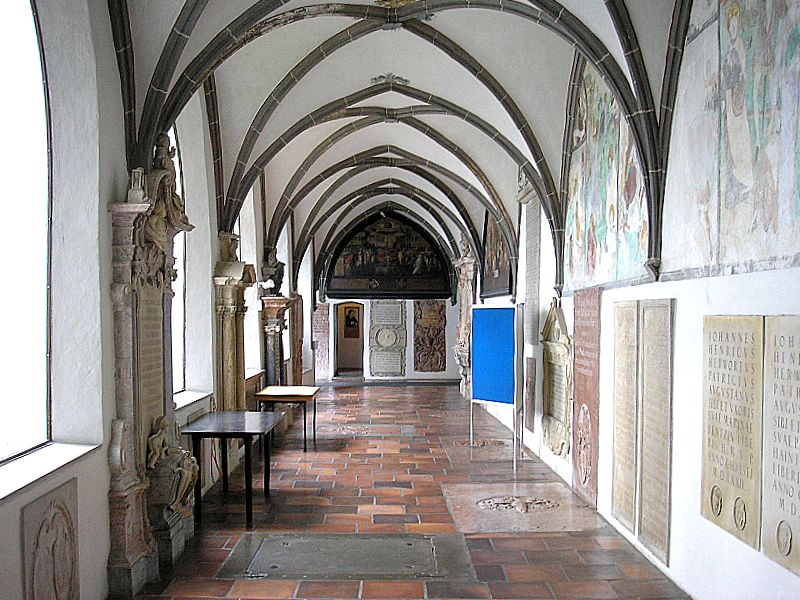
Kreuzgang

Der Kirchenbau ist dreischiffig mit erhöhtem Langhaus. Der polygonale Ostchor besitzt Strebepfeiler und ist von der Straße durch eine Umfassungsmauer getrennt. Am nördlichen Seitenschiff ist die Goldschmiedekapelle parallel zum Ostchor angebaut, die einen eigenen Glockenturm besitzt. Im Süden befindet sich die Heilig-Grab-Kapelle und eine Sakristei. Der Kirchturm auf der Südseite an der Schnittstelle von Kirchenschiff und Chor ist aus baustatischen Gründen um 45 Grad zum Kirchenbau gedreht. Er stammt vermutlich aus dem 14. Jahrhundert, wurde aber 1602 von Elias Holl erhöht und neu gestaltet. Den westlichen Abschluss der Kirche bildet die Fuggerkapelle.  Seit 1890 erfolgt der Zugang zur Kirche über den Annahof, zuvor über den Leichhof. Vom ehemaligen Karmelitenkloster sind außer der Kirche noch der Kreuzgang und Nebenräume erhalten.

Im Lutherhöfle
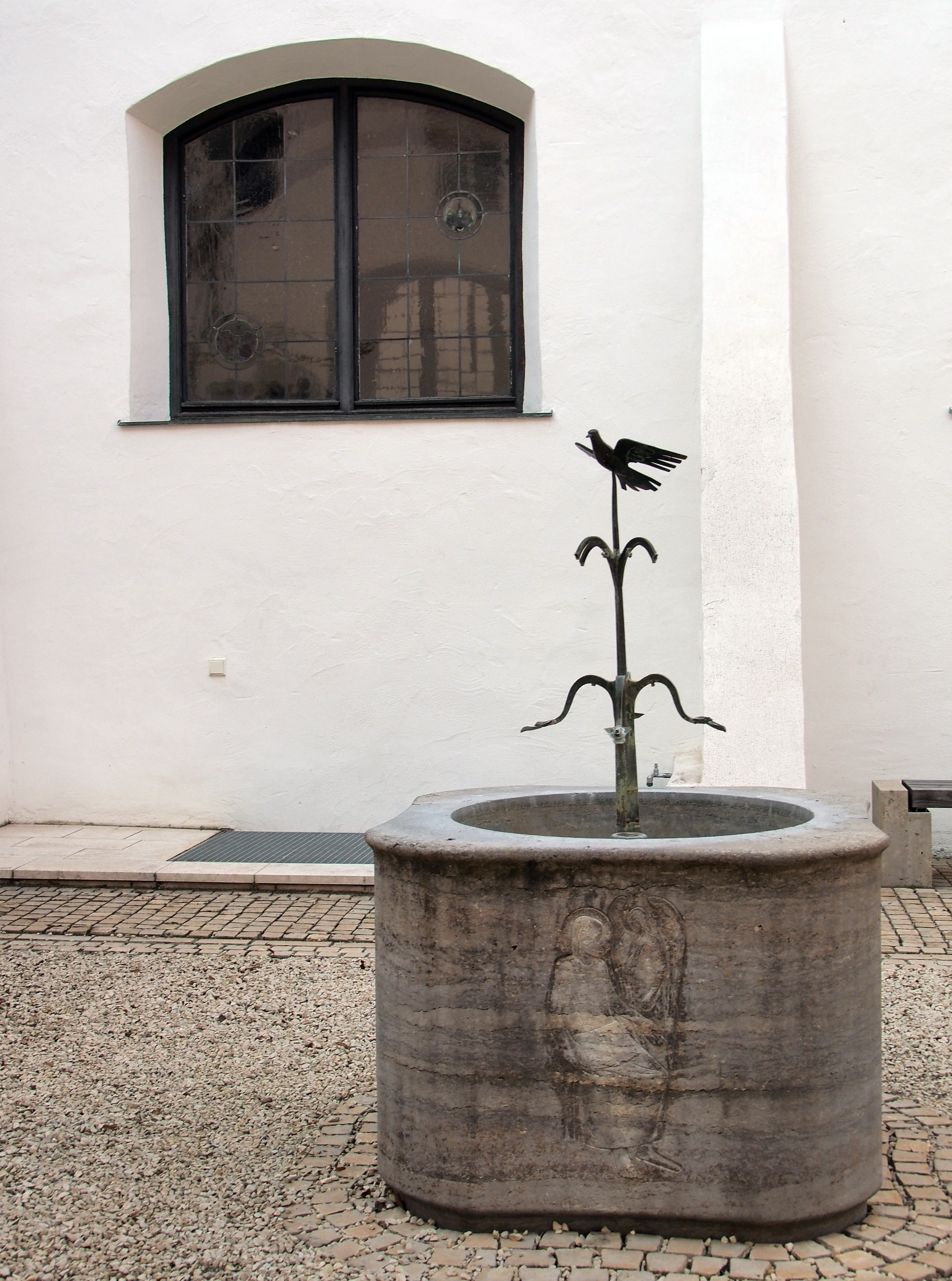
Tauben-Brunnen vom Augsburger Bildhauer Joseph Lappe. Am viereckigen Becken die vier Evangelisten: Matthäus mit dem Engel, Markus mit dem Löwen, Lukas mit dem Stier und Johannes mit dem Adler.
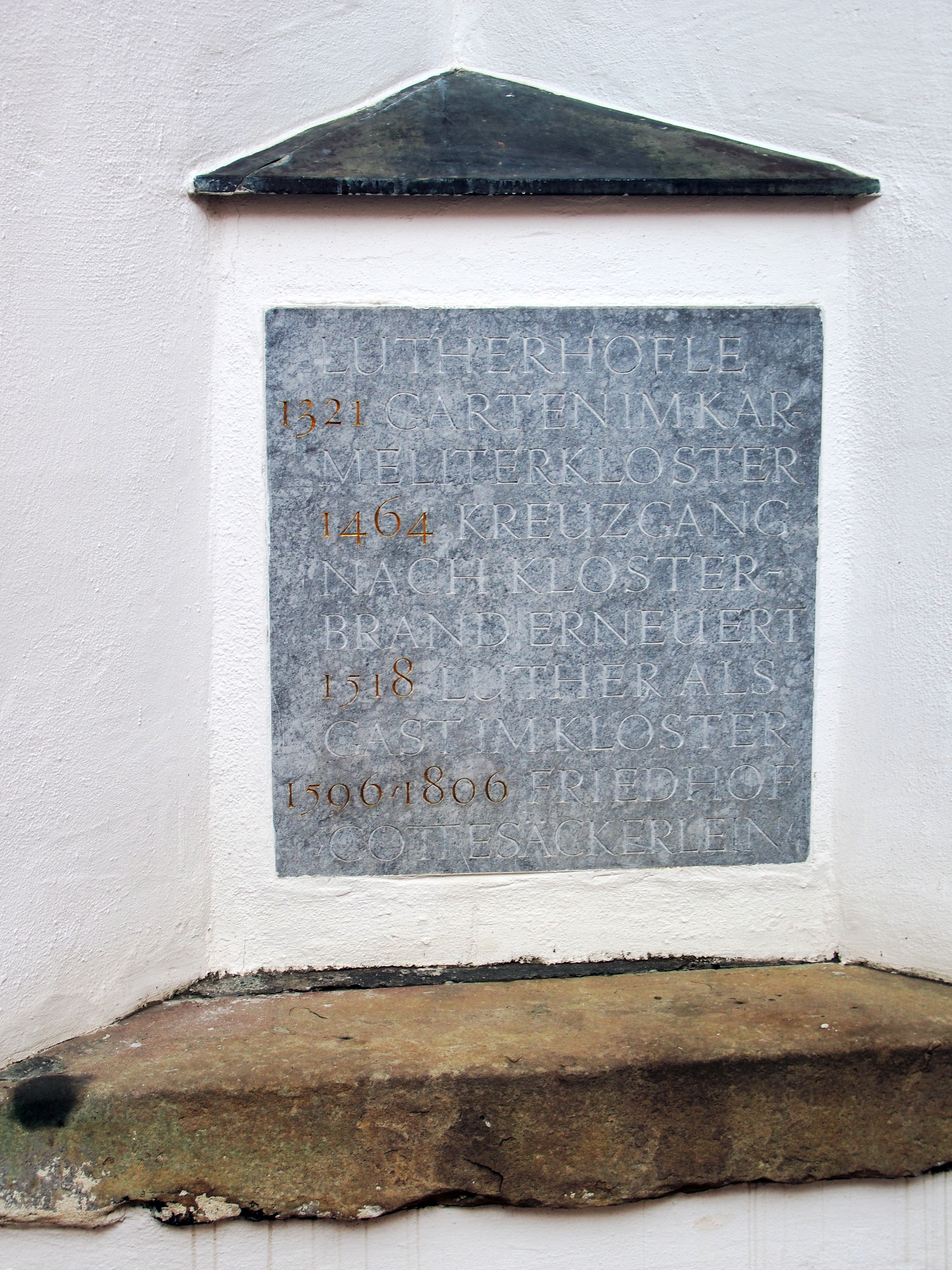
Wandtafel - Inschrift: Lutherhöfle 1321 Garten im Karmeliterkloster 1464 Kreuzgang nach Kloster-Brand erneuert 1518 Luther als Gast im Kloster 1596–1806 Friedhof Gottesäckerlein

Der Innenhof zwischen der Fuggerstraße und Fußgängerzone, der so genannte Annahof, wurde in seinen ursprünglichen Zustand versetzt, gleichzeitig aber modernisiert. Unter dem Platz existiert mittlerweile ein Parkhaus. Auf dem Platz, der an eine italienische Piazza erinnert, befindet sich ein Café. Umrahmt wird der Annahof vom Tagungsraum Augustanasaal, im Norden vom Hollbau und im Westen vom ehemaligen Neubau des Anna-Gymnasiums, in dem heute die Außenstelle des Oberlandesgerichtes München untergebracht ist. Beim Bau des Parkhauses stieß man auf die Grundmauern der alten Stadtbibliothek.

Gedenktafeln im Annahof
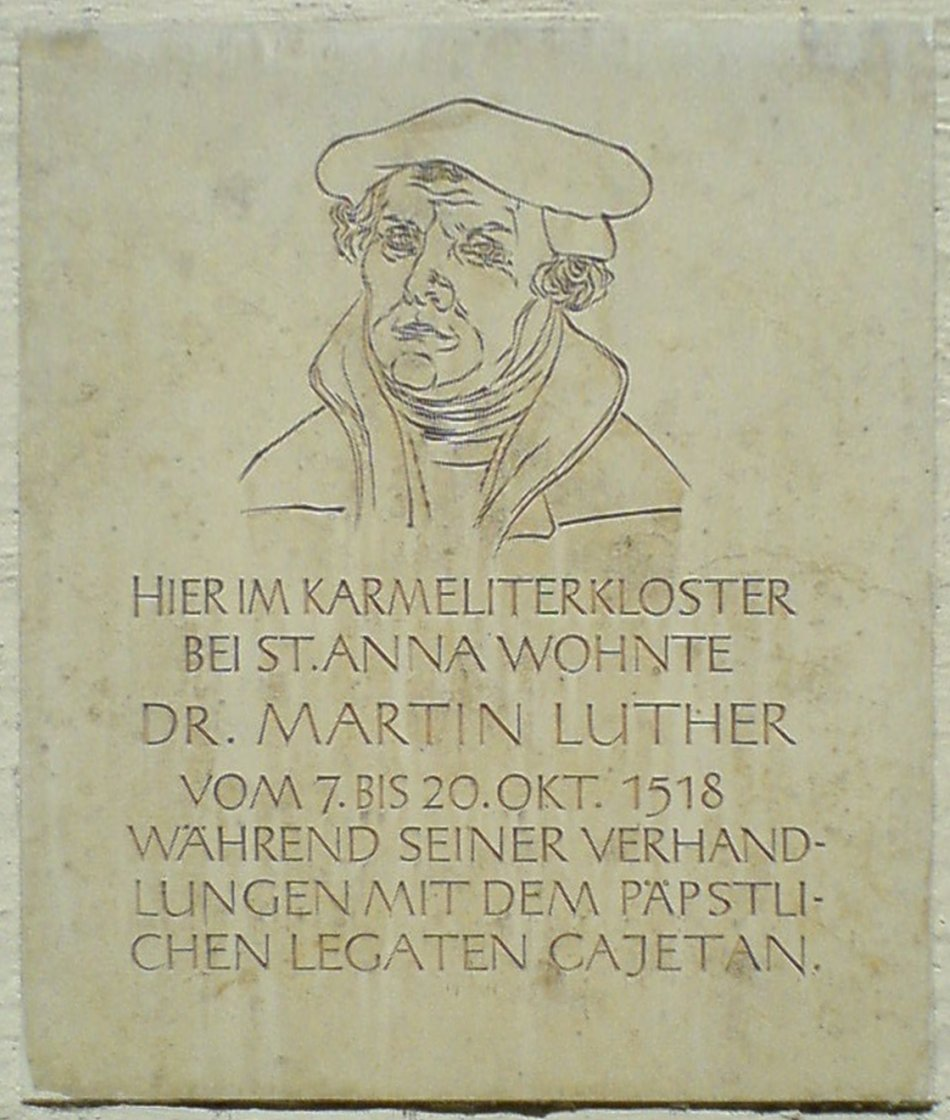
Martin Luther
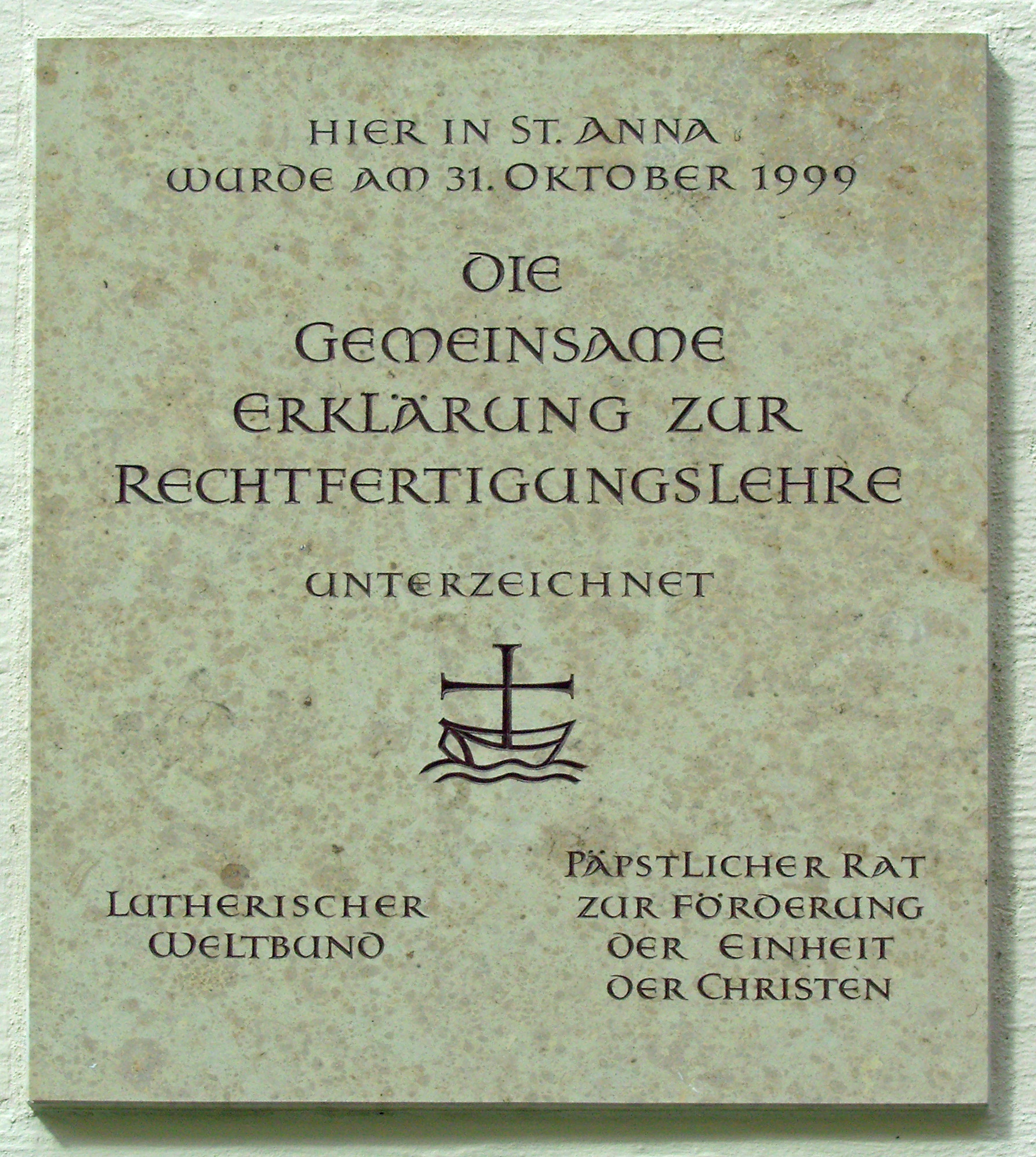
Gemeinsame Erklärung zur Rechtfertigungslehre
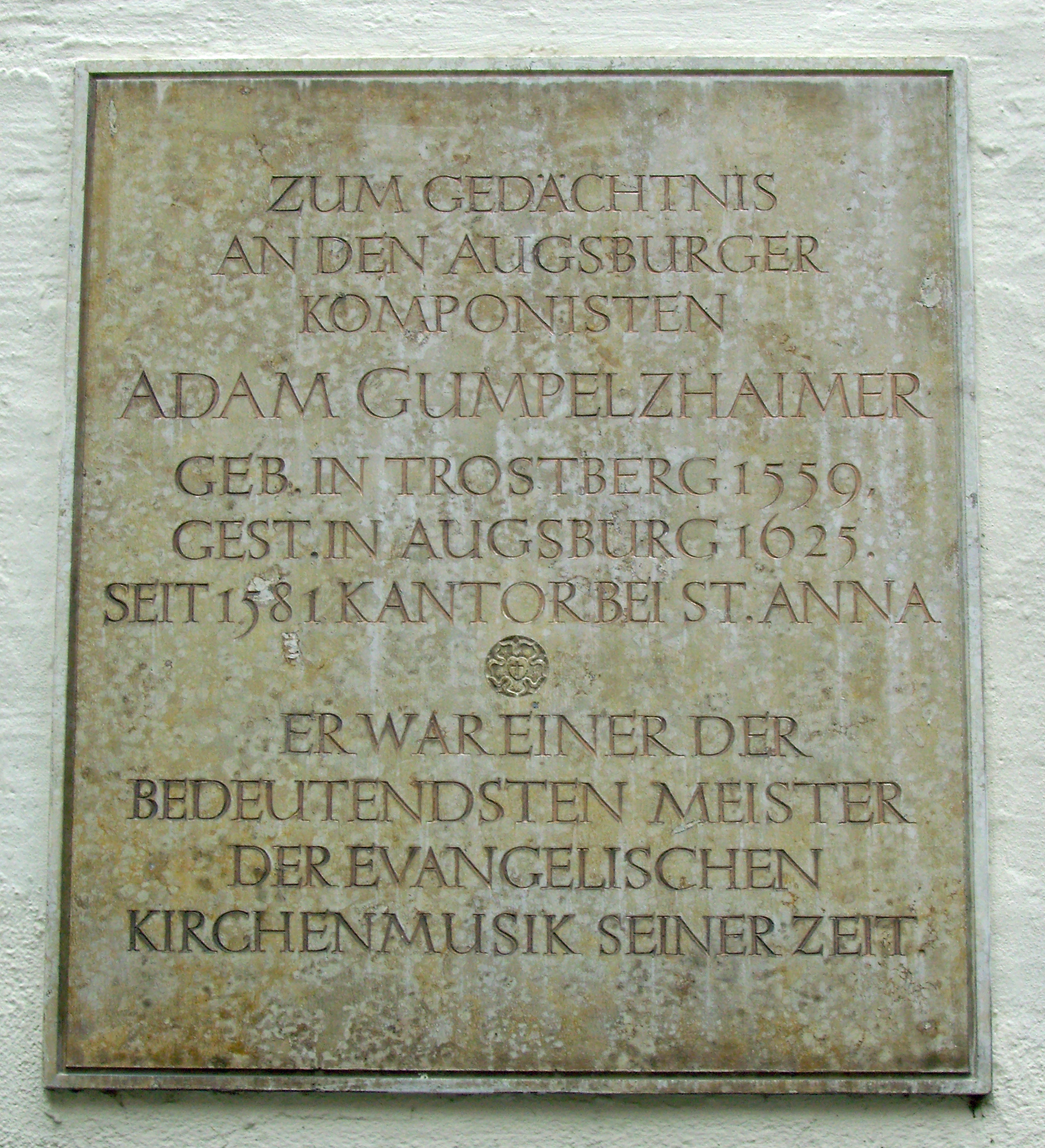
Adam Gumpelzhaimer

## Glocken
Insgesamt hängen in der Kirche sechs Kirchenglocken, zwei im Türmchen der Goldschmiedkapelle (es″ und f') und vier in der Glockenstube des Hauptturms (e′ – g′ – a′ – c″). Die kleinste Glocke wurde erst 2011 bei der Karlsruher Glockengießerei Bachert gegossen. Zuvor hatte die Kirche seit 1826 jeweils ein dreistimmiges Geläut, das durch Beschlagnahmen zur Rüstungsproduktion während der beiden Weltkriege zweimal erneuert werden musste.

## Ausstattung

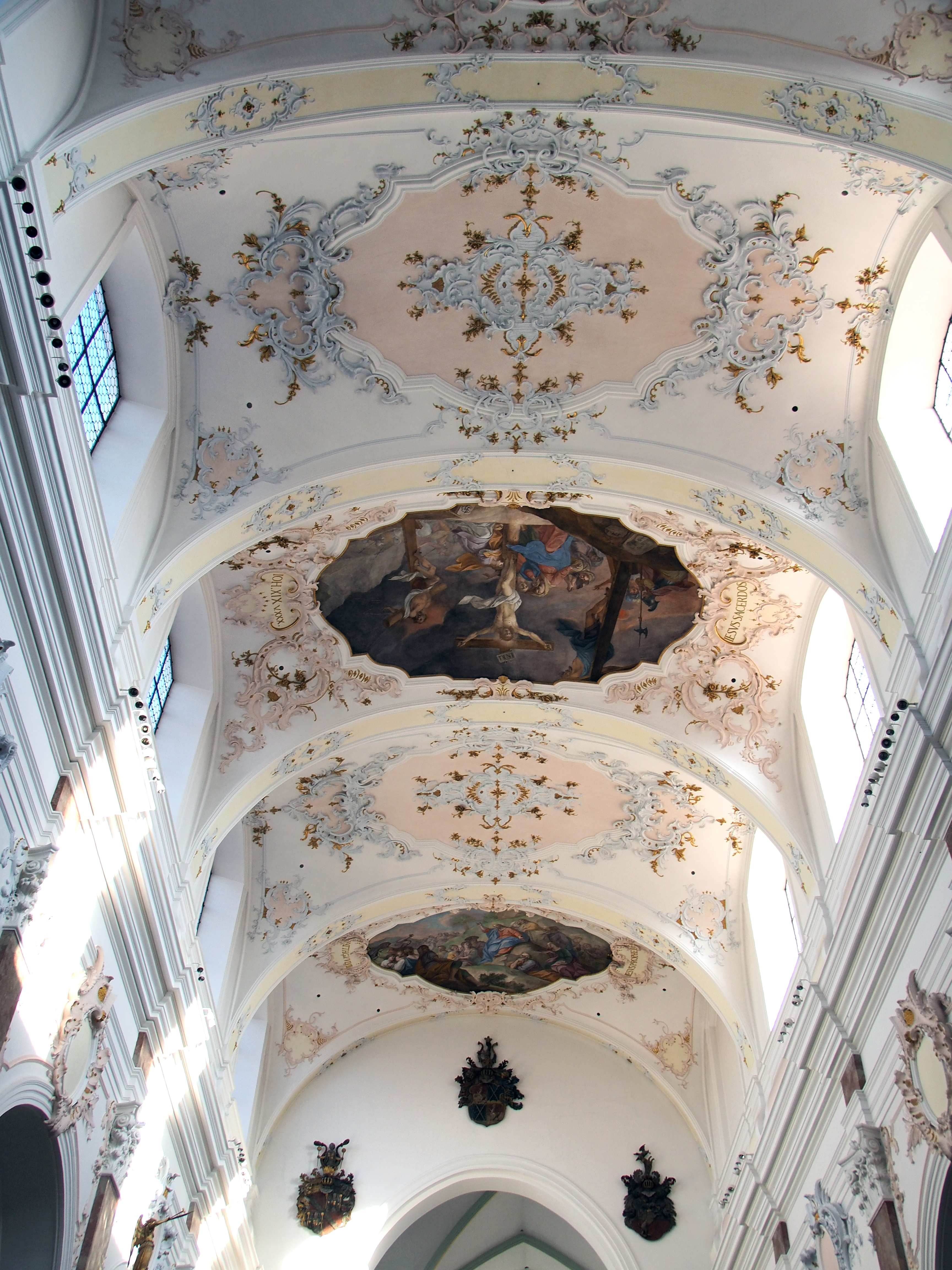
Das Langhaus mit Deckenfresken

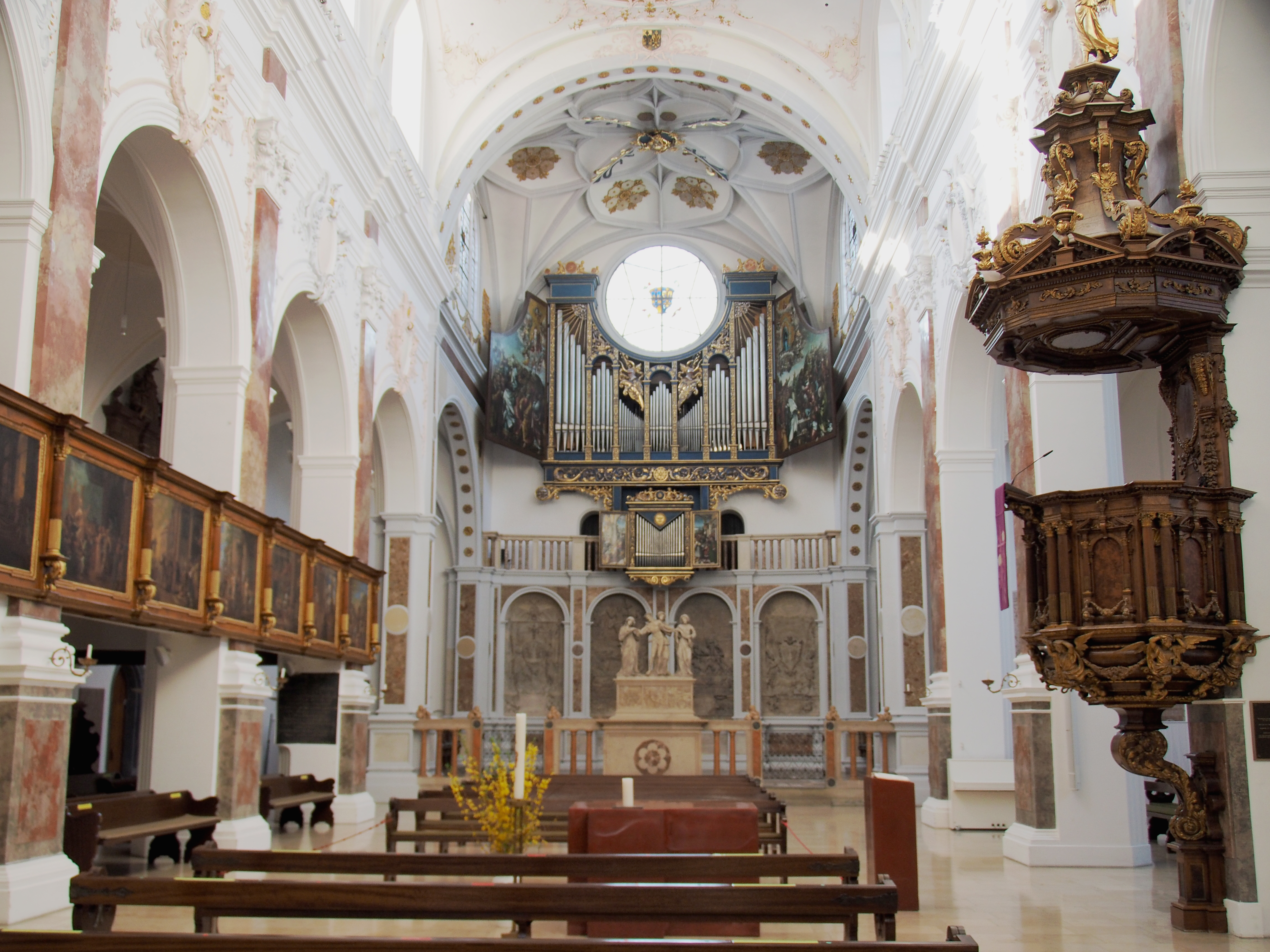
Mittelschiff mit Emporenbrüstung, Kanzel, Westchor, Orgel und Grablege der Fugger

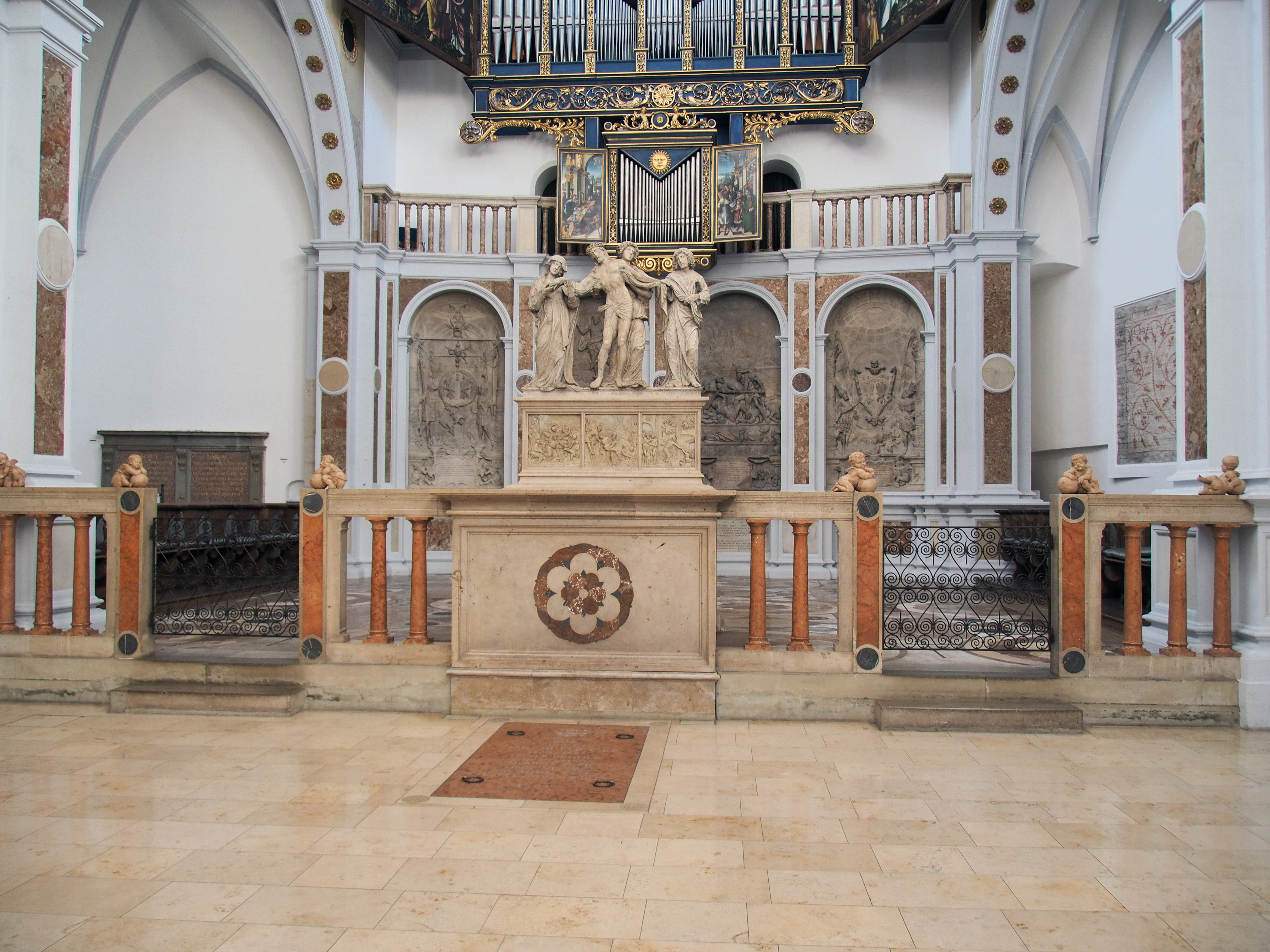
Fuggergrablege

Das Langhaus ist durch Pilaster gegliedert und die Wände mit Stuck verziert. Die Deckenfresken im Langhaus-Gewölbe von Johann Georg Bergmüller zeigen u. a. die Bergpredigt, die Kreuzigung und das Jüngste Gericht. Den neugotischen Altar im Ostchor fertigte 1898 der Kunstschreiner Wilhelm Vogt aus Memmingen. Das Tafelbild zeigt Jesus segnet die Kinder, von Lucas Cranach dem Älteren, von 1534/40. Eine hölzerne Kanzel von 1682/83 schuf Heinrich Eichler d. Ä. aus Liebstadt. Der Kanzel gegenüber an der Brüstung der Südempore befindet sich ein Bilderzyklus zur Passions- und Ostergeschichte von Johann Spillenberger und Isaak Fischer. An den Langhauswänden befinden sich Gemälde mit biblischen Motiven, unter anderem von Jörg Breu dem Älteren und Heinrich Eichler d. Ä.
Links vom Altar hängen im Ostchor Porträts von Martin Luther und Johann Friedrich I. von Sachsen, beide aus der Werkstatt von Lucas Cranach dem Älteren. Luthers Porträt soll an dessen Aufenthalt 1518 in Augsburg erinnern, als er vom päpstlichen Gesandten Cajetan gedrängt wurde, seine Thesen zu widerrufen. Kurfürst Johann Friedrich I., genannt der Großmütige, vertrat als Mitglied im Schmalkaldischen Bund die evangelische Sache. Beide Bilder hingen früher eine Zeit lang „über den Sitzen der Ratsherren“ in der Kirche.
Nach Abschluss der langen Renovierungsarbeiten wurde 2020 ein im Internet abrufbarer, virtueller Rundgang durch die Kirche erstellt.

### Fuggerkapelle
Jakob Fugger stiftete im Jahr 1509 – als die Kirche noch katholisch war – gemeinsam mit seinem Bruder Ulrich Fugger und auch im Namen des 1506 verstorbenen Bruders Georg Fugger eine Gedächtnis- und Grablege-Kapelle, die Fuggerkapelle. Sie bildet den erhöhten westlichen Abschluss des verlängerten Mittelschiffs der Kirche.
Die bis 1512 erbaute, in den folgenden Jahren prachtvoll ausgestattete Fuggerkapelle wurde teilweise nach italienischem Vorbild geplant und ist damit einer der ersten Renaissance-Bauten in Deutschland. Vor allem venezianische, aber auch florentinische und römische Grabkapellen beeinflussten die Schöpfung eines unbekannten Künstlers sowie die an der Kapelle beteiligten Künstler. An ihrer Ausstattung waren bedeutende deutsche Meister beteiligt: Albrecht Dürer schuf die Epitaphe Ulrich und Georg Fuggers, Jörg Breu d. Ä. bemalte die Flügelbilder der großen und kleinen Orgel, Adolf Dauher und sein Sohn Hans Daucher gestalteten die zentrale Fronleichnamsgruppe sowie die sieben Putti auf der Marmorbalustrade vor der Kapelle. Aus stilistischen Gründen wird auch die Mitarbeit von Hans Burgkmair d. Ä. und Hans Hieber (ca. 1480–1521/22) angenommen. Die Stiftung der Kapelle wurde 1521 offiziell niedergelegt und besteht bis heute.
Die Fuggerkapelle wurde wegen ihrer Pracht viel bewundert, aber ihr allzu prunkvoller Bau auch heftig kritisiert. Eine naheliegende Deutung des Projektes wäre die Funktion zur Jenseitssicherung der Fugger-Brüder in der mittelalterlichen Tradition. Die jüngere Forschung hat aber auch die abweichende These aufgestellt, dass Jakob Fugger mit dem Bau versuchte, seine Erhebung in den Adelsstand vorzubereiten. Zudem wollte sich Fugger mit diesem innovativen und einzigartigen Bauwerk von den Augsburger Patriziern und anderen reichen Familien in der Stadt absetzen. Darüber hinaus sollte die Kapelle den Namen der Fugger nach dem Vorbild italienischer Stifter verewigen („Memoria“). Hier ist zurzeit kein abschließendes Urteil möglich. Jakob Fugger starb 1525 als der wohl reichste Unternehmer Europas und wurde in der Gruft unter dem Fußboden der Fuggerkapelle bestattet. Seine beiden Brüder, Georg Fugger (1453–1506) und Ulrich Fugger der Ältere (1441–1510), sowie die beiden Neffen, Raymund Fugger (1489–1535) und Hieronymus Fugger (1499–1538), fanden hier ebenfalls ihre letzte Ruhestätte.
Als die Kirche St. Anna im Jahr 1548 protestantisch wurde, blieb die Fuggerkapelle katholisch, weil die Stiftung der Fugger weiterhin für den Unterhalt der Kapelle sorgte. So entstand der bemerkenswerte Umstand, dass ein Teil der Kirche konfessionsverschieden vom Rest ist, und dass sich die Grablege der als streng katholisch geltenden Familie Fugger heute in einem evangelischen Gotteshaus befindet.

### Fuggerputten

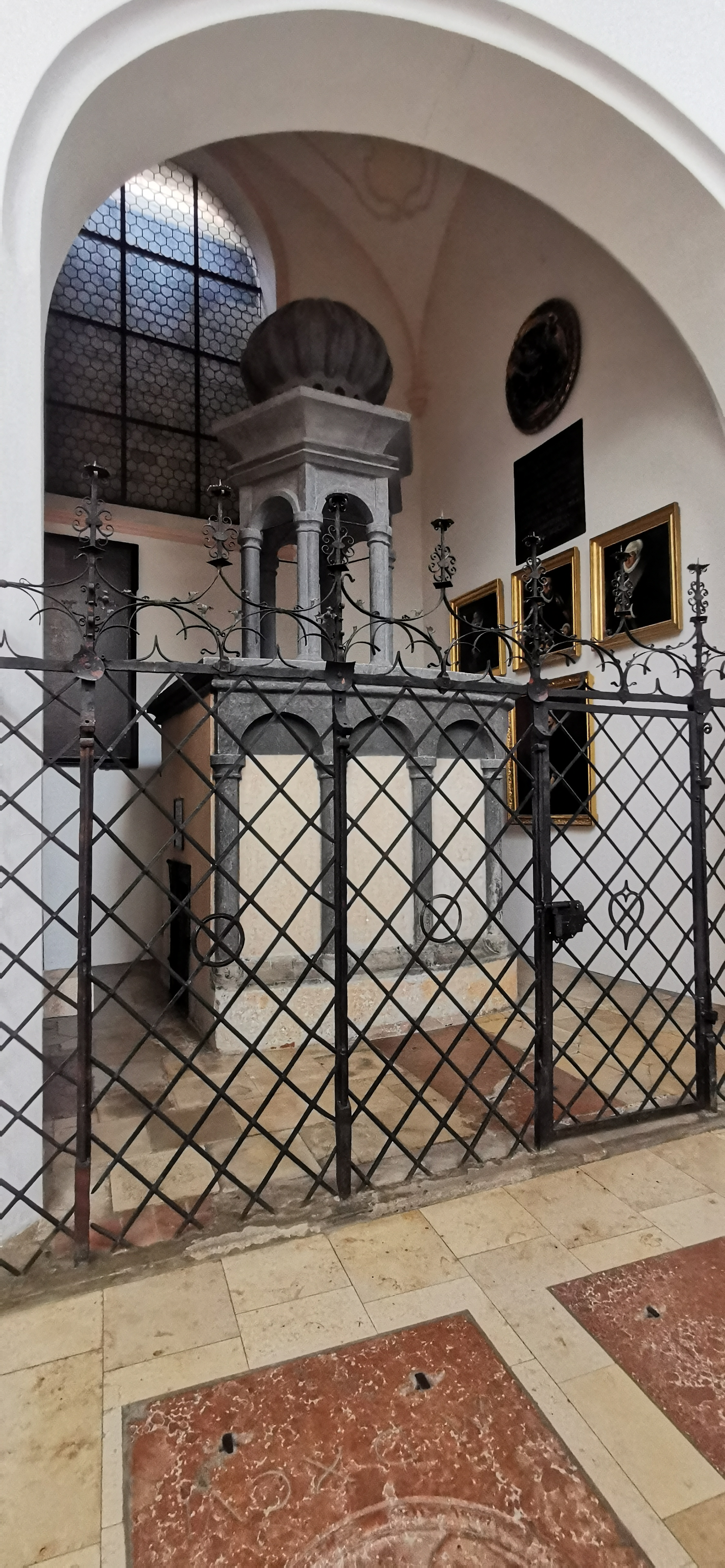
Heiliggrab-Kapelle

Auf der marmornen Balustrade, welche die Fuggerkapelle von der Kirche trennt, saßen einst sechs Putten. Davon ging man jedenfalls immer aus. Die sechs kleinen Engelsfiguren aus Kalkstein wurden um 1530 vom Augsburger Bildhauer Hans Daucher geschaffen. Wahrscheinlich hatte Jakobs Neffe Raymund Fugger sie in Auftrag gegeben. 1817/1818 wurden die Putten entfernt. Sie verblieben in Fuggerschem Besitz. Ende des 19. Jahrhunderts wurden davon zwei Figuren veräußert. Im Zuge der Rekonstruktion der Kapellenausstattung, Anfang der 1920er-Jahre, fanden sich fünf der sechs Putten in der Region Augsburg an. Die sechste blieb verschollen. Um sie zu ersetzen, ließ man eine Kopie anfertigen. Diese Attrappe wurde 2001 entwendet. Zum besseren Schutz brachte man die Putten als Leihgabe in das Maximilianmuseum, in der Kapelle wurden Kopien aufgestellt.
Das Auktionshaus Sotheby’s versteigerte im Mai 2019 in Paris, aus dem Nachlass von Arthur Freiherr von Schickler, einem preußischen Unternehmer und Bankier, zwei Putten, die sich rechtmäßig in seinem Besitz befanden. Der Schätzpreis betrug 800.000 bis 1.200.000 Euro, versteigert wurden sie für 1.950.000 Euro (inkl. Aufgeld 2.433.000 Euro). Die Ernst von Siemens Kunststiftung, die Kulturstiftungen des Bundes, der Länder und die Stadt Augsburg ermöglichten den Kauf.
Die Wiederentdeckung von zwei Putten stellt jetzt die im 20. Jahrhundert vorgenommene Rekonstruktion in Frage. Der fünfte Putto mit fülligen Locken und Notenblatt stammt wohl aus einem anderen architektonischen Zusammenhang. Allen Putten sind Kugeln beigegeben. Sie sind das Attribut der Göttin Fama, in der römischen Mythologie die Gottheit des Ruhmes. Einige Putten haben Merkmale, die sie als Wächter der Fuggergrablege auszeichnen.

Putto-Kopien
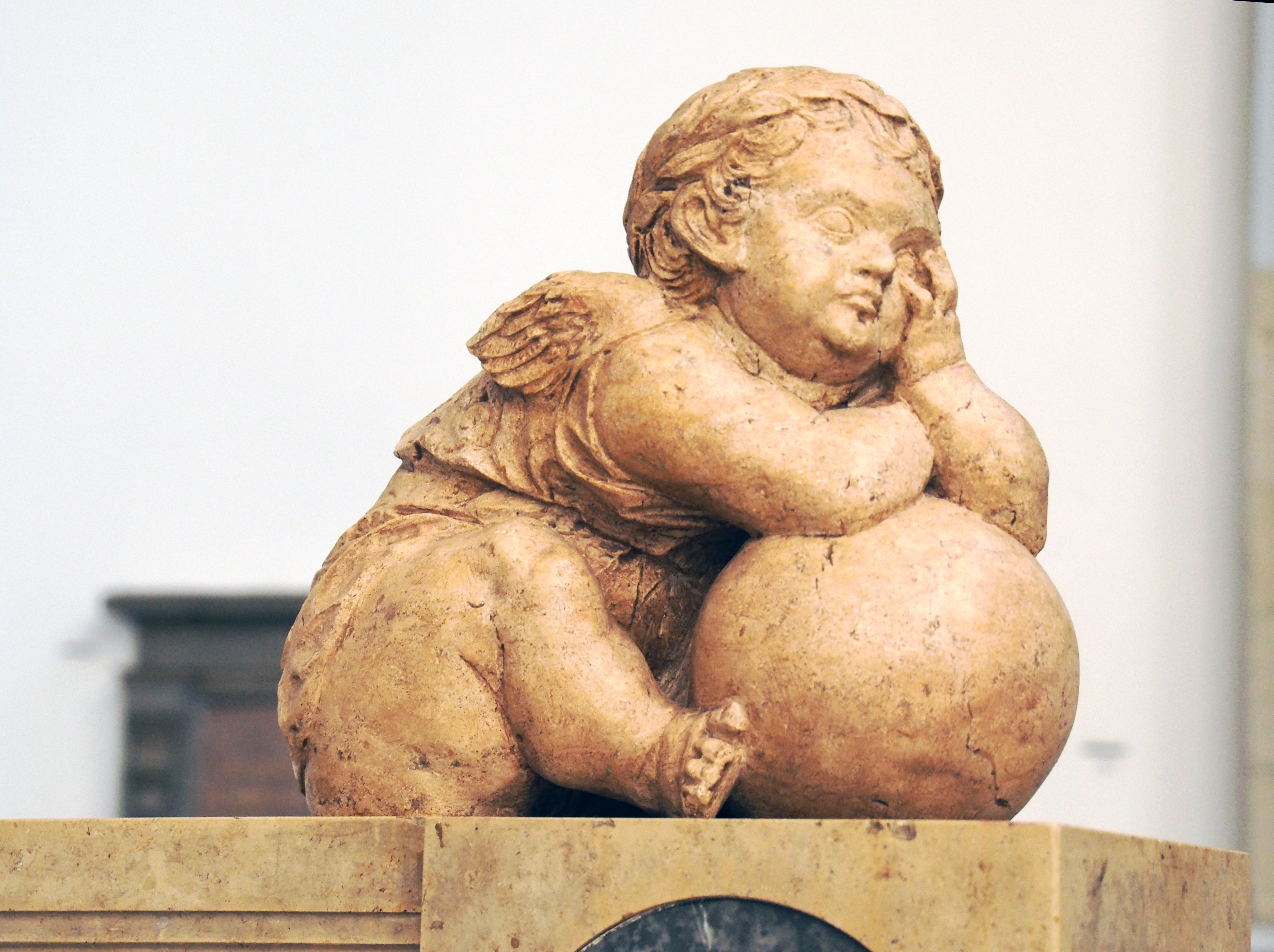
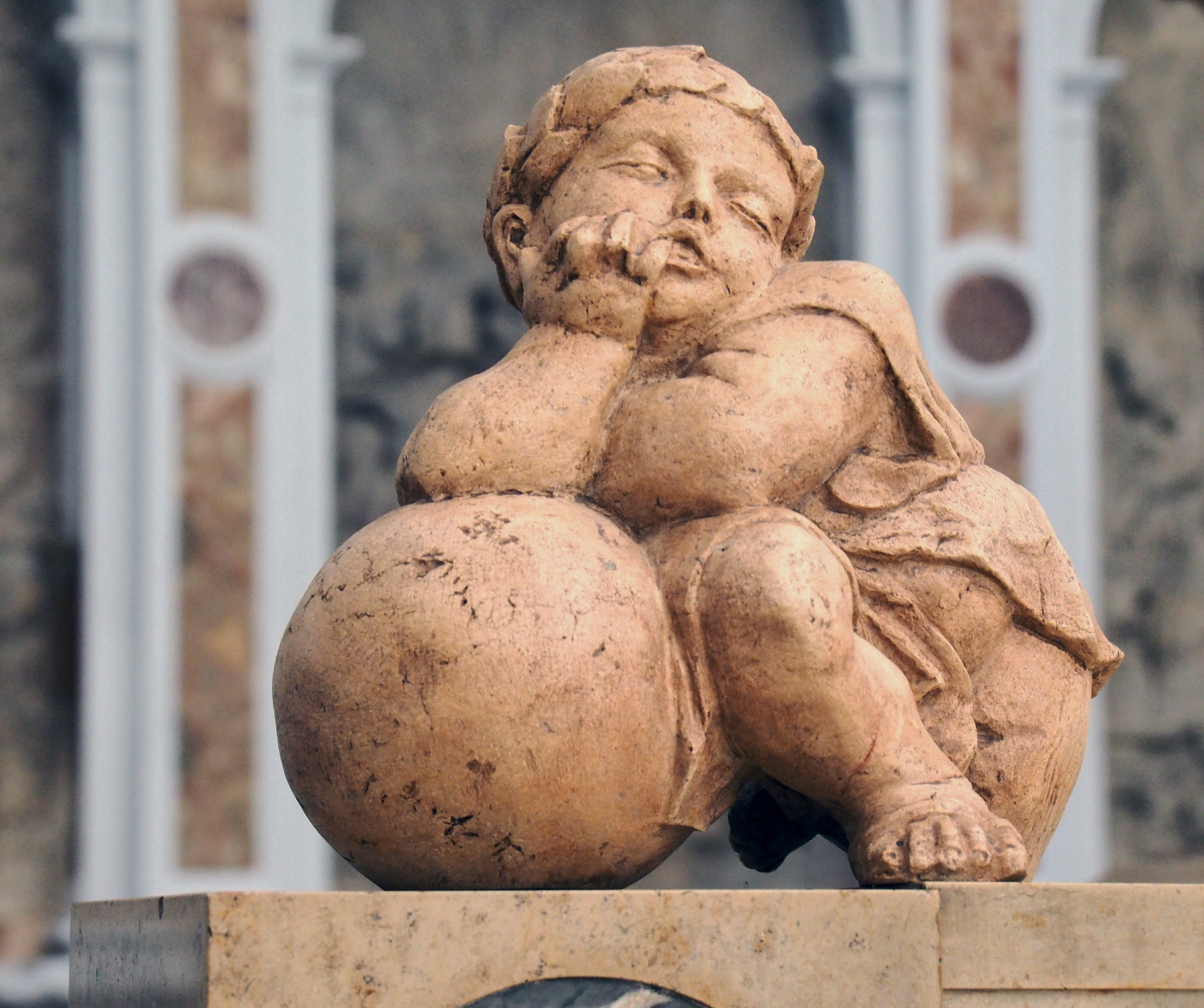
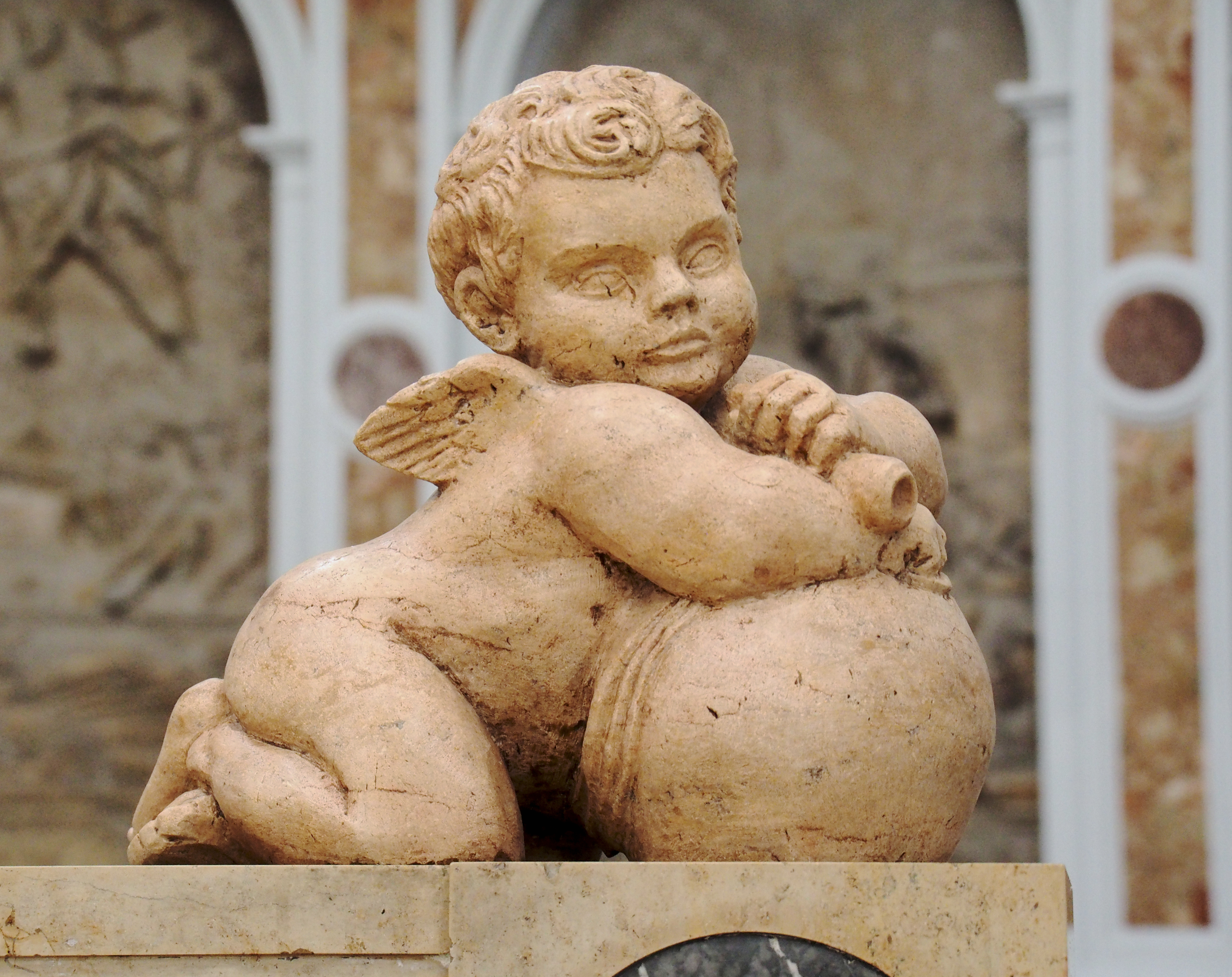

### Heiliggrabkapelle
Die Heiliggrabkapelle, die ursprünglich nur von der Nordwestecke des Kreuzganges aus zugänglich war, wurde ab 1506 im Westen der Kirche angebaut. Stifter waren Jörg Regel und seine Frau Barbara geb. Lauginger. Das Ziborium wurde nach 1555 errichtet. Die heutige Form entstand nach einem Umbau durch den Baumeister Johann Holl um 1590. Diese Kapelle wurde ab dem Jahr 1656 als Grabkapelle der Familie Österreicher benutzt. 1748 erfolgte eine Renovierung der Kapelle.

### Goldschmiedekapelle

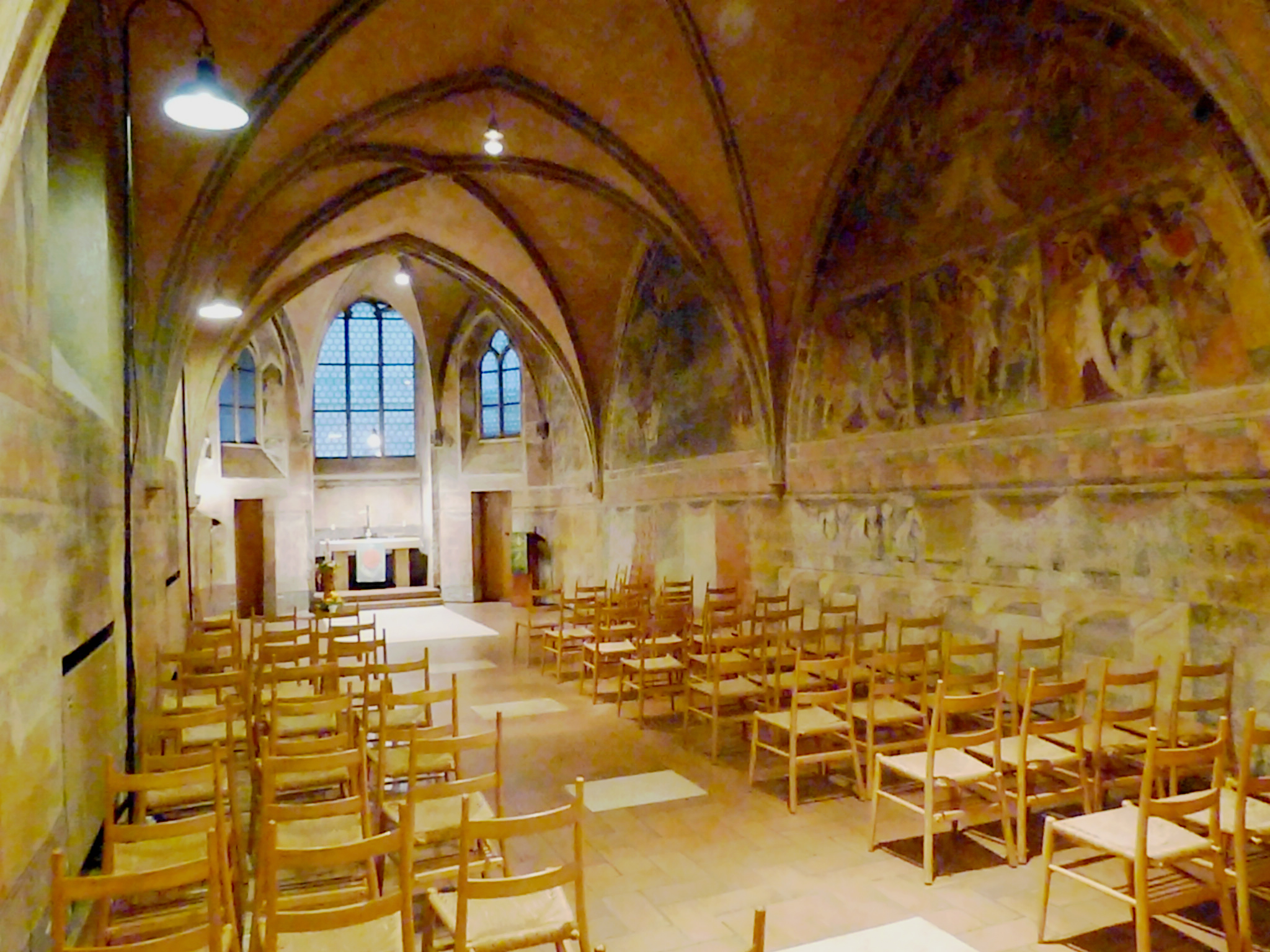
Goldschmiedekapelle mit Altar im Osten

1420 wurde nördlich parallel zum Ostchor eine Kapelle errichtet. Gestiftet wurde sie von Afra Hirn, deren Hochgrab für ihren Ehemann und sie im nördlichen Querarm des Domes zu finden ist. Frau Hirn war Mitglied einer vermögenden Kaufleutefamilie des frühen 15. Jahrhunderts. Ab 1496, nach einer Erweiterung der Kapelle zu einem Seitenschiff der Kirche, wurde diese als Andachtsstätte für die Augsburger Goldschmiedezunft benutzt und erhielt so den Namen Goldschmiedekapelle. Die Goldschmiedekapelle besitzt bedeutende gotische Deckenfresken und Wandmalereien, darunter einen Passionszyklus aus der Zeit um 1420. Weitere Fresken von 1485 zeigen das Jüngste Gericht sowie die Kreuzigung. Ein Grabmal der Patrizierfamilie Amann wurde im 18. Jahrhundert angebracht. Die Fresken wurden im 19. Jahrhundert ausgebessert.

Wandmalereien der Goldschmiedekapelle
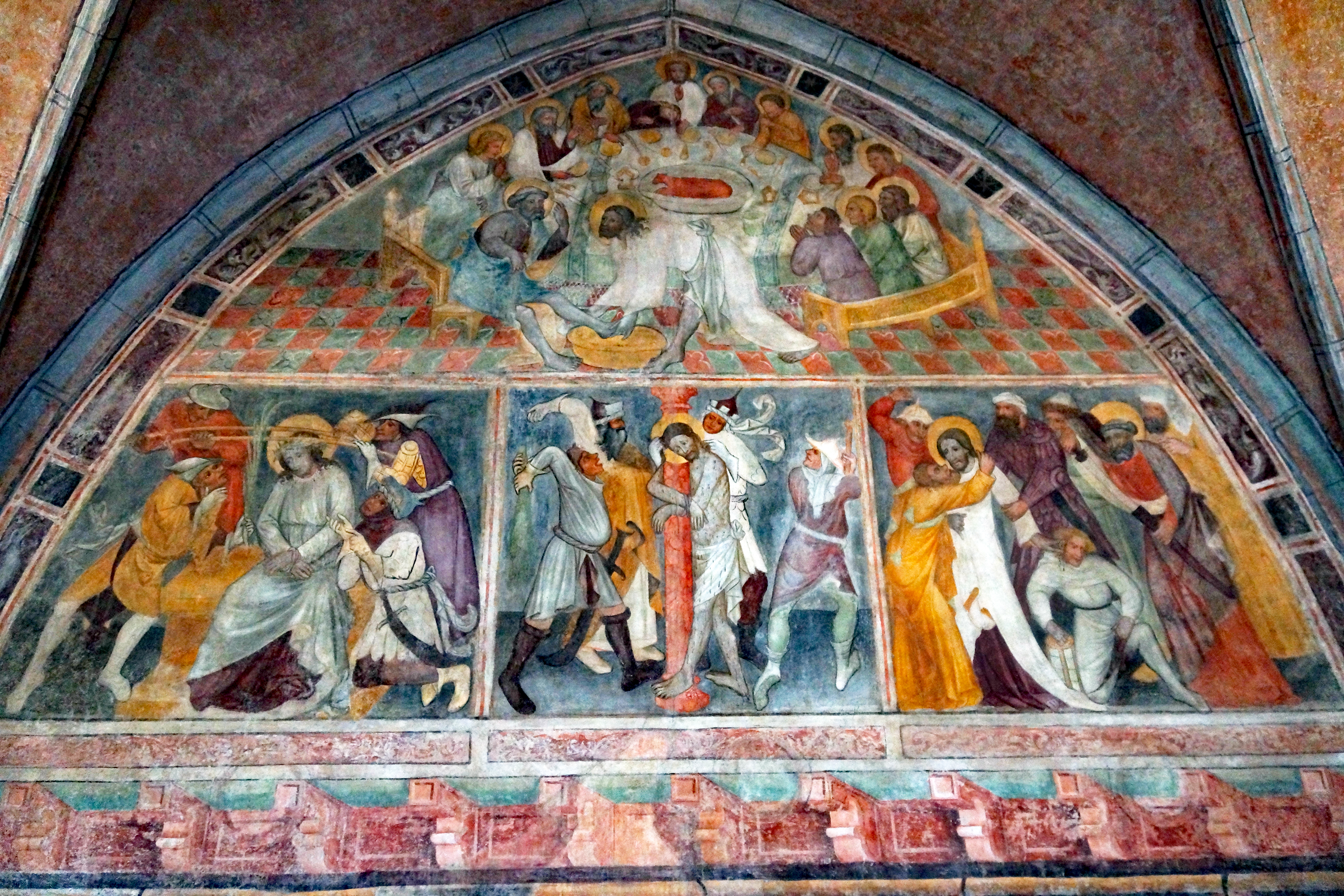
Passionszyklus
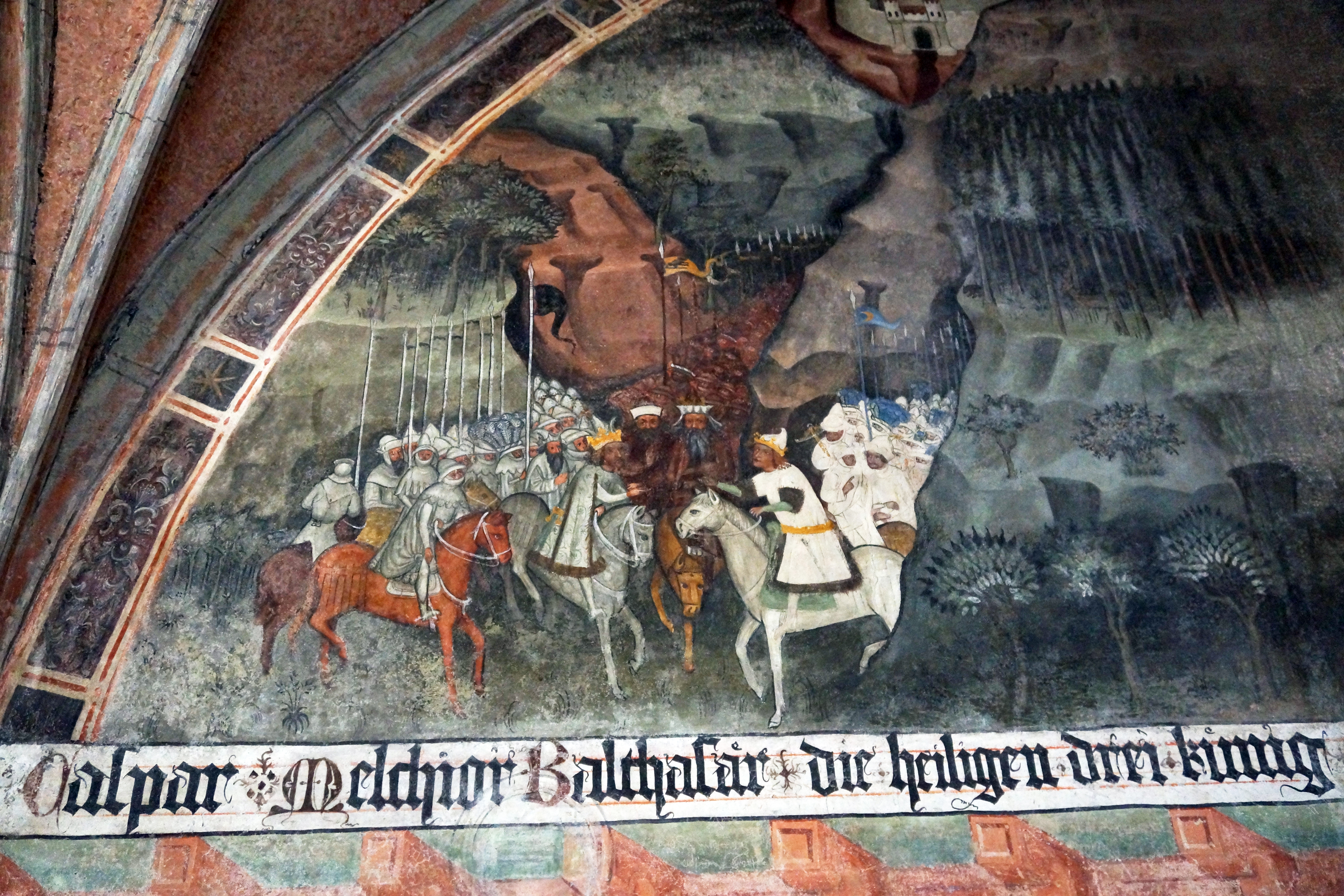
Hl. Drei Könige
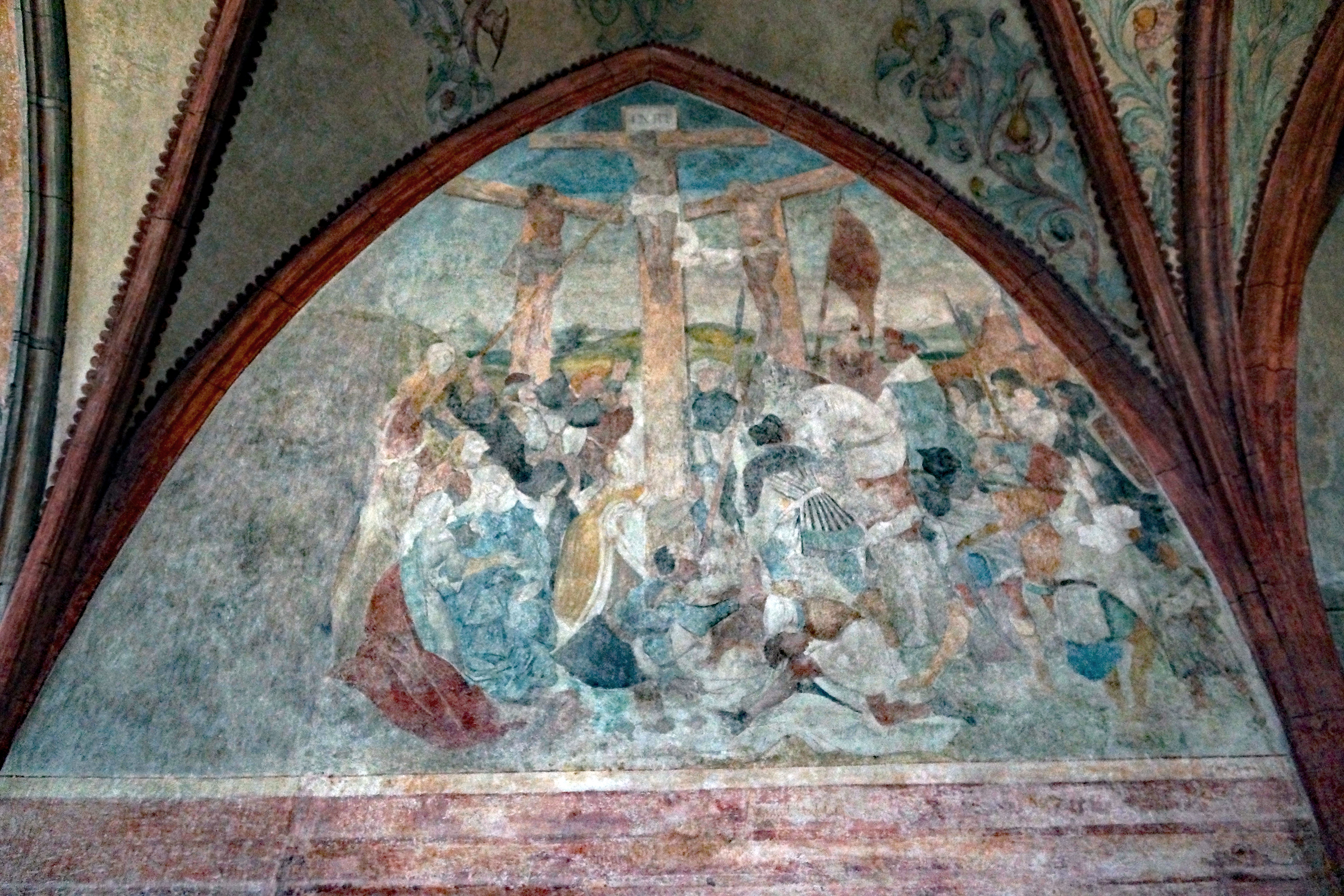
Kreuzigung
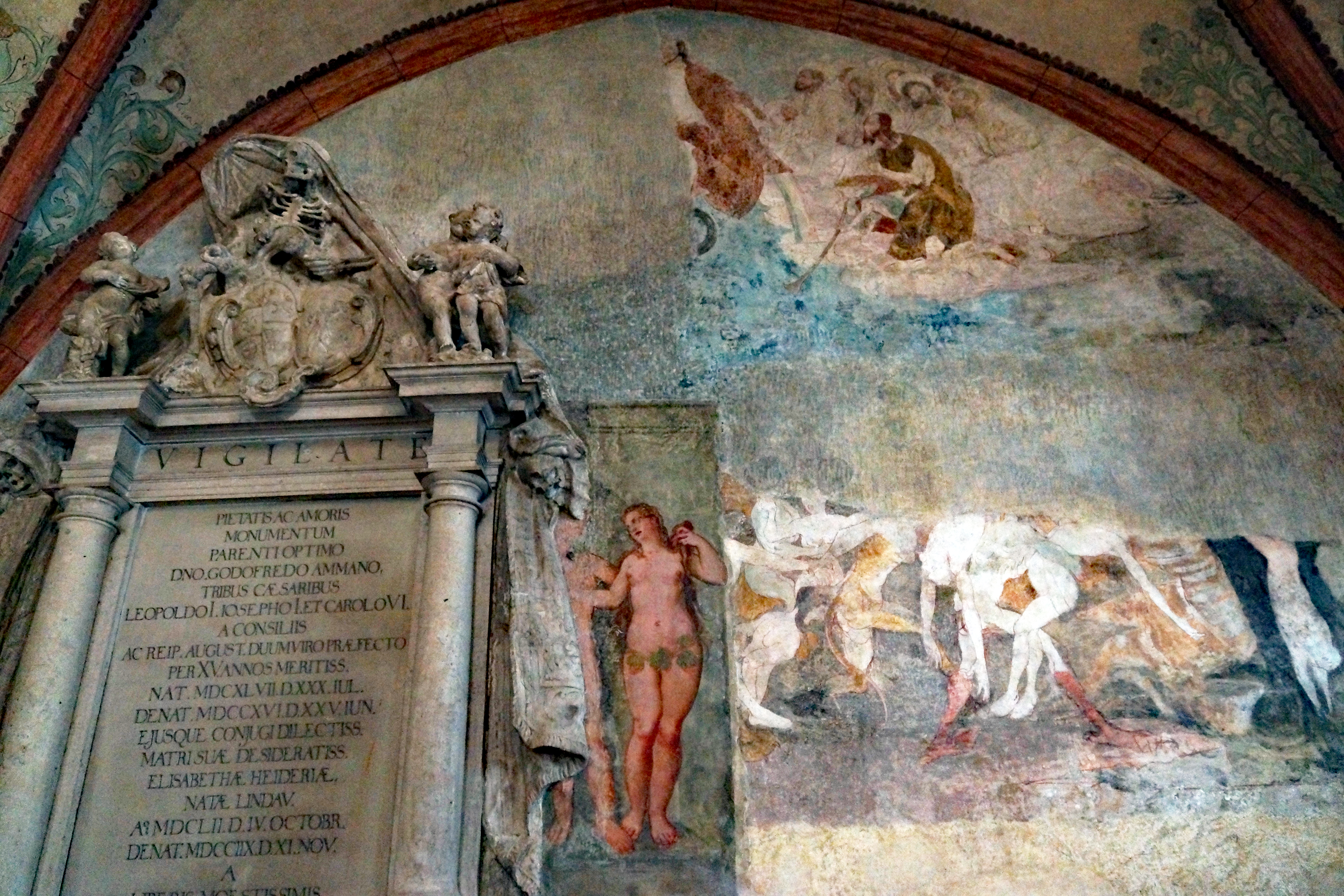
Epitaph

## Orgeln

### Große Orgel im Fuggerchor

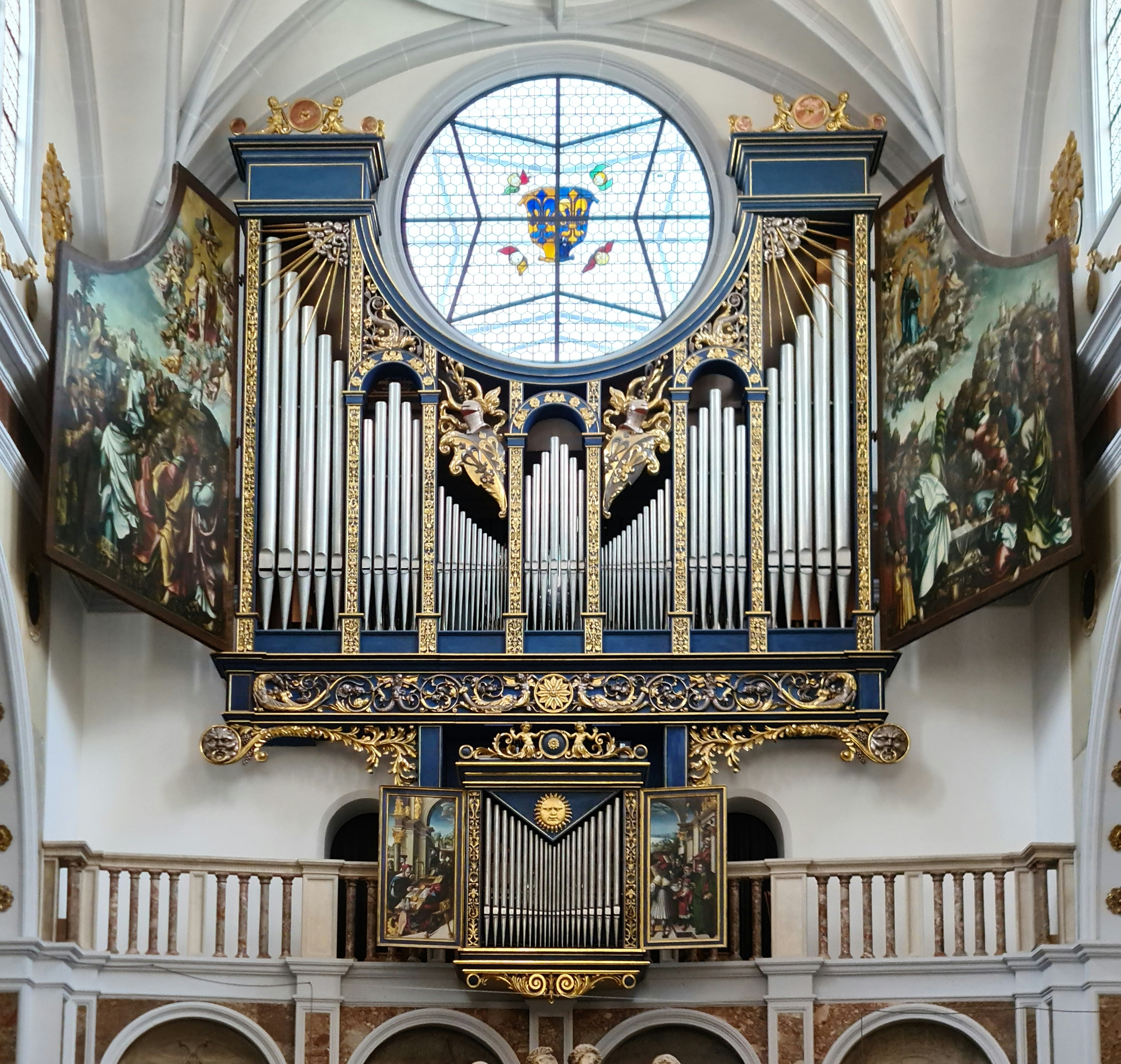
Fugger’sche Orgel im Westchor

Die Hauptorgel von St. Anna befindet sich an der westlichen Rückwand  der Fuggerkapelle. 1512 errichtete Jan Behaim aus Dobrau (bei Prachatice) eine Orgel mit einem siebenteiligen Renaissanceprospekt und mit einem Rückpositiv. Nach Reparaturen bzw. Umbauten und Erweiterungen durch Marx Günzer, Johann Baptist Cornthaler, Johann Andreas Stein und Joseph Anton Bohl wurde ein neues, dem Zeitgeschmack entsprechendes Orgelwerk in dem historischen Gehäuse durch die Orgelbaufirma Steinmeyer als Opus 740 errichtet. Das Instrument verfügte über 41 Register, verteilt auf drei Manuale und Pedal mit einer spätromantischen Disposition. Bei einem Bombenangriff am 25. Februar 1944 verbrannte die Orgel mitsamt dem historischen Gehäuse. Nur die vorher ausgelagerten Gehäuseflügel (Türen) blieben verschont und sind so bis in unsere Zeit im Original erhalten. Die Gehäuseflügel wurden von Jörg Breu dem Älteren bemalt. Auf dem linken Flügel sind links unten die Gebrüder Fugger porträtiert.
Nach dem Wiederaufbau der Kirche wurden das Gehäuse und die Prospektpfeifen durch die Firma Moser aus München rekonstruiert. Die neue Orgel wurde 1977/78 von der Firma Simon (Landshut) gebaut und 1992 durch die Firma Schmid (Kaufbeuren) erweitert. Das Instrument verfügt über 45 Register verteilt auf drei Manuale und Pedal sowie über mechanische Trakturen. Die Disposition lautet wie folgt:
| I Rückpositiv C–g3 |            |       |
| 1.                 | Copel      | 8′    |
| 2.                 | Prästant   | 4′    |
| 3.                 | Rohrflöte  | 4′    |
| 4.                 | Waldflöte  | 2′    |
| 5.                 | Quinte     | 1 ⁄3′ |
| 6.                 | Octävlein  | 1′    |
| 7.                 | Cymbel III | 2⁄3′  |
| 8.                 | Krummhorn  | 8′    |
|                    | Tremulant  |       |

| II Hauptwerk C–g3 |             |     |
| 9.                | Pommer      | 16′ |
| 10.               | Principal   | 8′  |
| 11.               | Spitzflöte  | 8′  |
| 12.               | Octave      | 4′  |
| 13.               | Gemshorn    | 4′  |
| 14.               | Octave      | 2′  |
| 15.               | Cornet IV   | 4′  |
| 16.               | Mixtur V    | 2′  |
| 17.               | Scharff III | 1′  |
| 18.               | Trompete    | 8′  |

| III Schwellwerk C–g3 |                      |        |
| 19.                  | Bourdon              | 16′    |
| 20.                  | Principal            | 8′     |
| 21.                  | Salicional           | 8′     |
| 22.                  | Voix céleste         | 8′     |
| 23.                  | Tibia                | 8′     |
| 24.                  | Octave               | 4′     |
| 25.                  | Flûte octaviante     | 4′     |
| 26.                  | Nazard               | 2 ⁄3′  |
| 27.                  | Doublette            | 2′     |
| 28.                  | Tierce               | 1 3⁄5’ |
| 29.                  | Septième             | 8⁄7’   |
| 30.                  | Plein jeu V          | 2 ⁄3’  |
| 31.                  | Basson               | 16′    |
| 32.                  | Trompette harmonique | 8′     |
| 33.                  | Hautbois             | 8′     |
| 34.                  | Clairon              | 4′     |
|                      | Tremulant            |        |

| Pedal C–f1 |              |         |
| 35.        | Principalbaß | 16′     |
| 36.        | Subbaß       | 16′     |
| 37.        | Quintbaß     | 10 2⁄3’ |
| 38.        | Octavbaß     | 8′      |
| 39.        | Gedecktbaß   | 8′      |
| 40.        | Großterz     | 6 2⁄5’  |
| 41.        | Nachthorn    | 2′      |
| 42.        | Octave       | 4′      |
| 43.        | Mixtur IV    | 2 ⁄3’   |
| 44.        | Posaune      | 16′     |
| 45.        | Trompete     | 8′      |

- Koppeln: I/II, III/I, III/II, I/P, II/P, III/P
- Spielhilfen: 8 Setzer à 8 Gruppen (A–H) = 64 Kombinationen, Sequenzer, Tutti

### Lettnerorgel im Ostchor

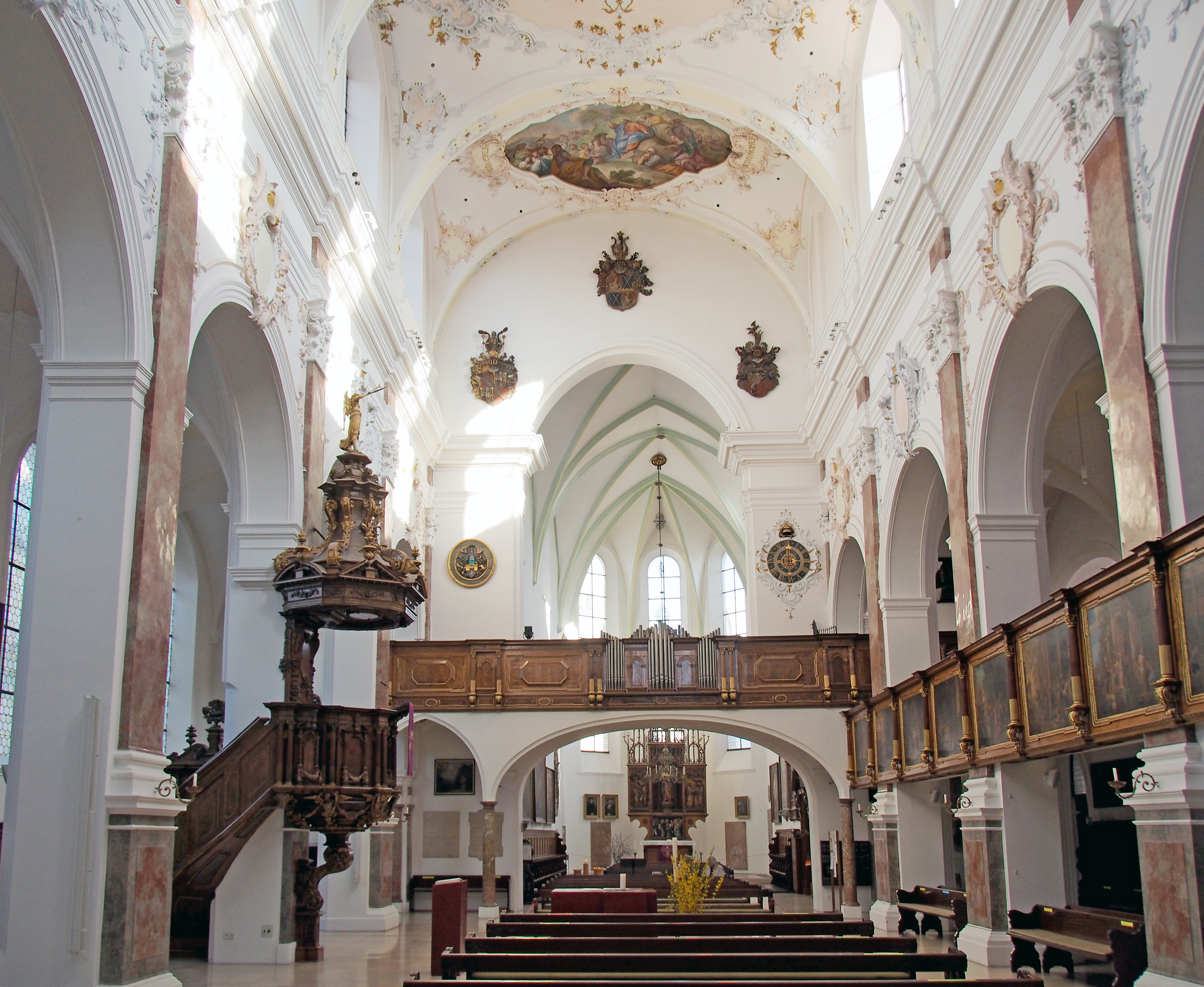
Blick von Westen auf Querempore

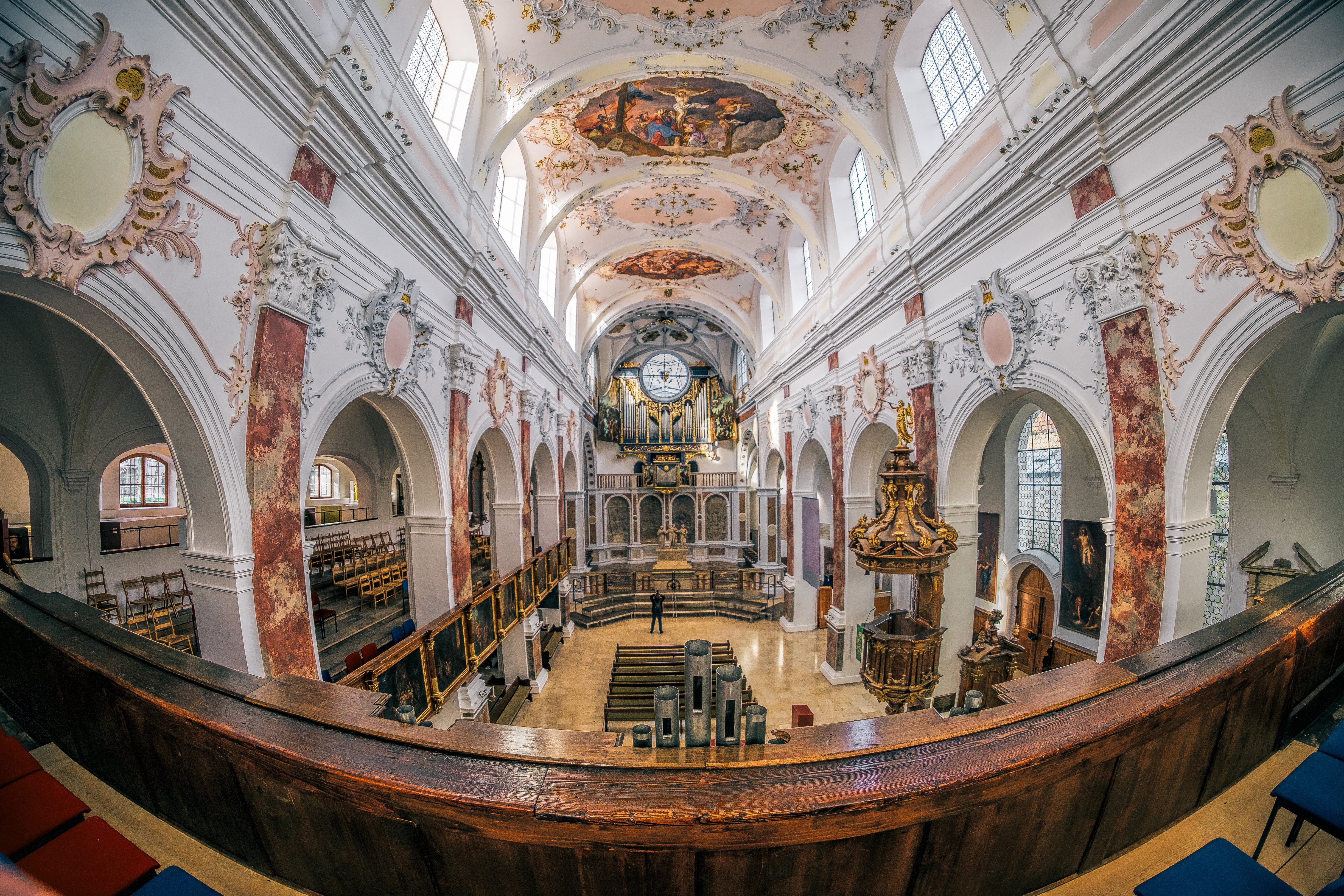
Blick von der mit Stühlen besetzten Querempore

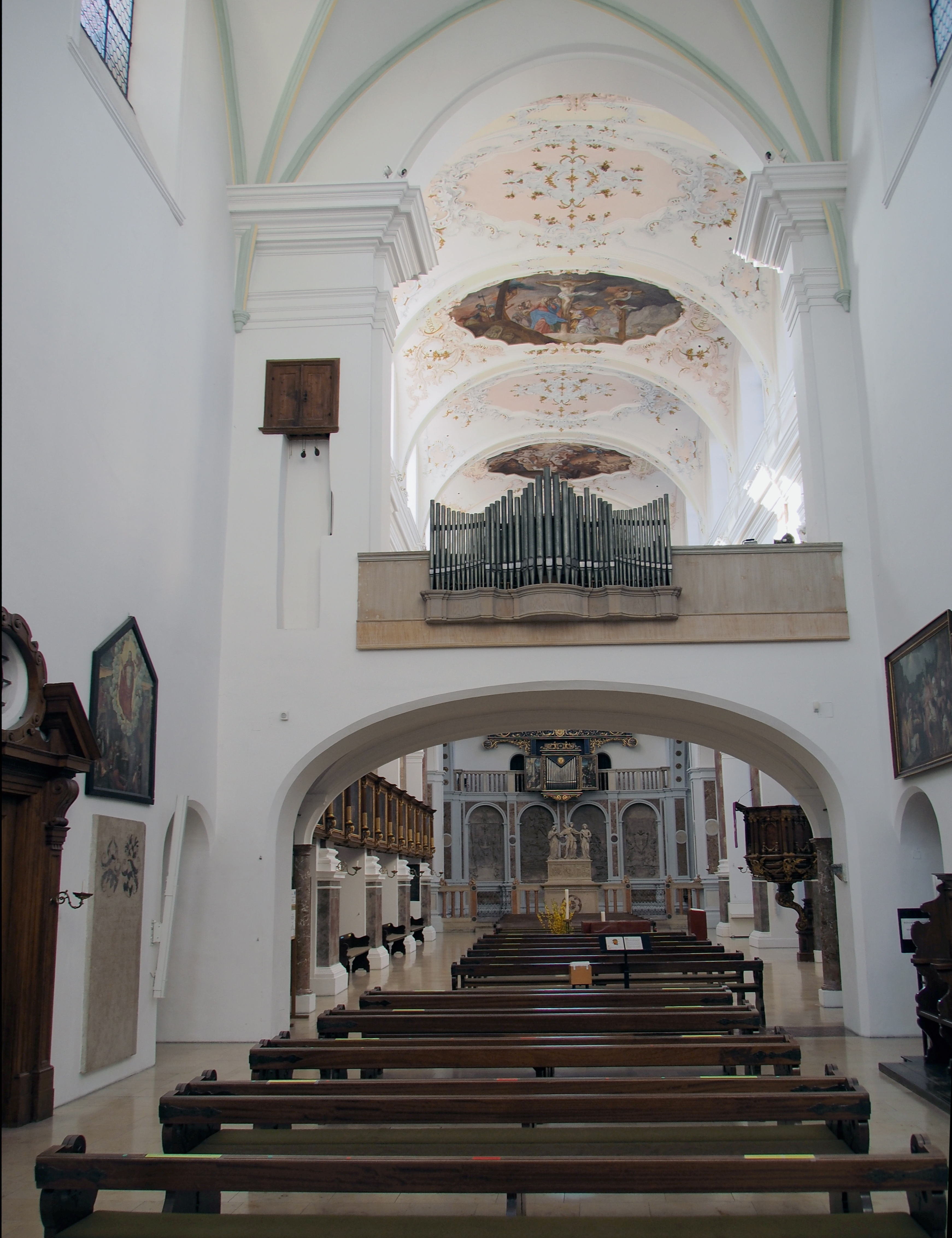
Blick von Osten auf Querempore

Im Jahr 1817, zum 300-jährigen Jubiläum des Beginns der Reformation, wurde auf der Querempore (Lettner) ein „Orchester“ errichtet, womit dem Kontext zufolge eine Orgel ohne den Flügel gemeint ist. Als 1831 die Fugger’sche Orgel den Dienst versagte, kam diese für kurze Zeit zum Einsatz. Die kleine Orgel hinter dem Taufaltar, die bis dahin nur zu Beichten und Hochzeiten zum Einsatz kam, wurde auf die Querempore in der Mitte der Kirche gestellt.
Mutmaßlich ist diese Orgel identisch mit der Orgel, die früher in der Goldschmiedekapelle stand, innerhalb des Dreißigjährigen Krieges in St. Moritz verweilte, und vor 1876 in die „Kapelle des evangelischen Gottesackers“ gebracht wurde.
1833 wurde die größere (Fugger’sche) repariert, die Orgel von der Querempore wieder abgebaut und die Querempore mit Stühlen besetzt.
Nach der Wiederherstellung des Ostchores baute die Firma Steinmeyer 1948 mit ihrem Opus 1770 mit elektro-pneumatischen Taschenladen wiederum eine neue Lettnerorgel ein. Das Hauptwerk wurde schwellbar ausgeführt, das sogenannte Rückpositiv bestand eigentlich aus zwei getrennten Positiven auf beiden Seiten des Lettners. Das Instrument verfügte über 29 Register auf zwei Manualen und Pedal. Das Instrument wurde 1974 abgebaut und größtenteils an die evangelische Bekenntniskirche in Gersthofen verkauft. Das nach Westen gerichtete Rückpositiv ist heute eine reine Attrappe, das Werk im Ostchor blieb erhalten und verfügt heute über folgende Disposition: Das Werk ist heute mit einer fahrbaren, pedallosen Spielvorrichtung versehen. Der ehemalige originale, leicht veränderte Spieltisch steht ungenutzt (Stand Herbst 2023) im Zugangsbereich des Lettners.
| Manual C–g3 |                 |       |
| 1.          | Metallgedackt   | 8′    |
| 2.          | Nachthorn       | 4′    |
| 3.          | Sifflöte        | 1′    |
| 4.          | Rauschpfeife II | 2 ⁄3’ |
| 5.          | Rankett         | 16′   |

### Weitere Instrumente
In der Kirche befinden sich noch ein Positiv im Hauptschiff, erbaut 1974 von der Werkstatt von Rudolf Kubak und ein weiteres Positiv in der Goldschmiedekapelle, erbaut 1995 ebenfalls von Kubak, mit den jeweils vier Registern Gedackt 8′, Rohrflöte 4′, Prinzipal 2′ und Quinte 1 1⁄3′.
Der Neubau einer Orgelanlage, welche die bestehende große Orgel im Fuggerchor und die Lettner-Orgel ersetzen und bis zu 50 Register haben soll, ist geplant. Die Fertigstellung ist zum 500-jährigen Jubiläum des Augsburger Bekenntnisses (Confessio Augustana) im Jahre 2030 vorgesehen.

## Evangelische Theologen an St. Anna
- 1875–1912 Julius Hans, Pfarrer[22]
- 1926/27 Julius Leutheuser, Vikar[23]

## Museum Lutherstiege
Seit 1983 ist im 1. Obergeschoss der Hauptkirche das kleine Museum Lutherstiege eingerichtet. Es wird über das Leben und Wirken von Martin Luther informiert. 
Luther hat sich vom 7. bis 20. Oktober 1518 in Augsburg aufgehalten.